# Liste der Biografien/Rud
Liste der Biografien |
Portal Biografien |
Personensuche
# |
A |
B |
C |
D |
E |
F |
G |
H |
I |
J |
K |
L |
M |
N |
O |
P |
Q |
R |
S |
T |
U |
V |
W |
X |
Y |
Z |
?
 
Ra |
Rb |
Rd |
Re |
Rh |
Ri |
Rj |
Rk |
Rl |
Rm |
Rn |
Ro |
Rr |
Rs |
Rt |
Ru |
Rv |
Rw |
Rx |
Ry |
Rz
 
Rua |
Rub |
Ruc |
Rud |
Rue |
Ruf |
Rug |
Ruh |
Rui |
Ruj |
Ruk |
Rul |
Rum |
Run |
Ruo |
Rup |
Rur |
Rus |
Rut |
Ruu |
Ruv |
Ruw |
Rux |
Ruy |
Ruz
Die Liste der Biografien führt alle Personen auf, die in der deutschsprachigen Wikipedia einen Artikel haben. Dieses ist eine Teilliste mit 821 Einträgen von Personen, deren Namen mit den Buchstaben „Rud“ beginnt.

## Rud
- Rud, Espen (* 1948), norwegischer Jazzschlagzeuger
- Rud, Otte († 1510), dänischer Heer- und Flottenführer
- Rud, Tetjana (* 1977), ukrainische Biathletin
- Rud, Viktor (* 1981), ukrainischer Opernsänger (Bariton)

### Ruda
- Ruda, Jiří (1877–1955), tschechischer Poet, Schriftsteller, Publizist und Lehrer
- Ruda, José María (1924–1994), argentinischer Jurist, Präsident des Internationalen Gerichtshofs (1988–1991)
- Ruda, Robert Cardenas (* 1982), deutscher Basketballspieler
- Rudaki († 941), persischer Dichter
- Rudakova, Natalya (* 1985), russisches Model und Schauspielerin
- Rudakow, Alexander Petrowitsch (1910–1966), sowjetischer Politiker
- Rudakow, Alexei Nikolajewitsch (* 1947), russischer Mathematiker
- Rudakow, Igor Alexandrowitsch (* 1934), sowjetischer Ruderer
- Rudakow, Jewgeni Wassiljewitsch (1942–2011), sowjetischer Fußballtorhüter
- Rudakow, Maxim Alexejewitsch (* 1996), russischer Fußballspieler
- Rudakow, Pawel Wassiljewitsch (1915–1993), sowjetischer Musiker (Konzertina-Spieler) und Filmschauspieler, Mitglied des Estrada-Duetts Rudakow & Netschajew
- Rudakowa, Kazjaryna (* 1984), belarussische Skilangläuferin
- Rudakowa, Wera Wiktorowna (* 1992), russische Hürdenläuferin
- Rudalawa, Swjatlana (* 1984), belarussische Sportgymnastin
- Rudalevičius, Jonas (* 1950), litauischer Diplomat
- Rudall, Reginald (1885–1955), australischer Politiker, Abgeordneter
- Rudall, Samuel Bruce (1859–1945), australischer Politiker, Abgeordneter
- Rudamun, altägyptischer Pharao
- Rudanowski, Nikolai Wassiljewitsch (1819–1882), Kartograf
- Rudanskyj, Stepan (1834–1873), ukrainischer Dichter, Übersetzer und Arzt
- Rudas, Andreas (* 1953), österreichischer Medienmanager und Politiker (SPÖ)
- Rudas, Ferenc (1921–2016), ungarischer Fußballspieler und -trainer
- Rudas, László (1885–1950), ungarischer Kominternfunktionär
- Rudas, Laura (* 1981), österreichische Politikerin (SPÖ), Landtagsabgeordnete, Abgeordnete zum NationalratLaura Rudas (* 1981)

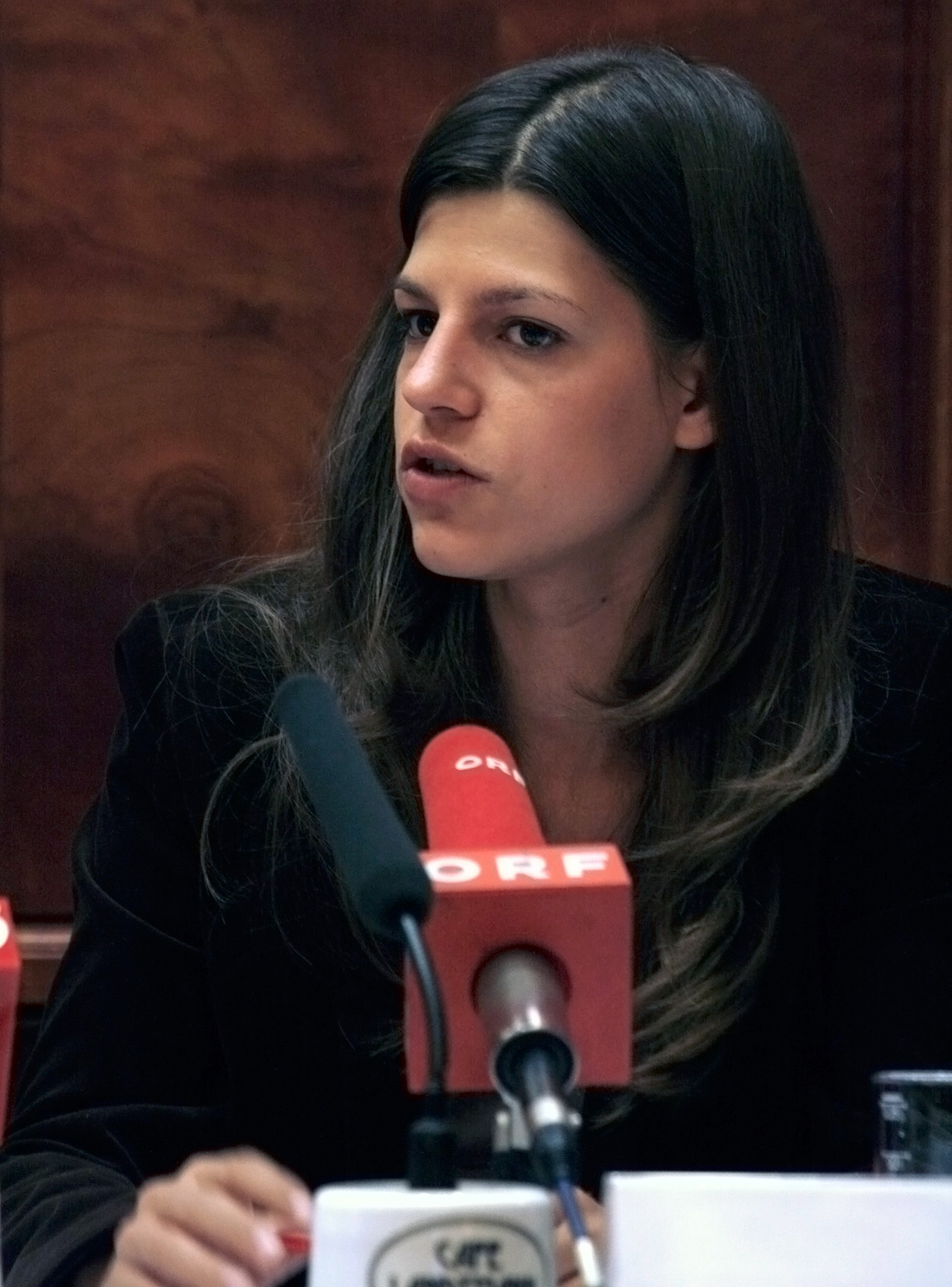
Laura Rudas (* 1981)

- Rudas, Márta (1937–2017), ungarische Leichtathletin
- Rudas, Stephan (1944–2010), österreichischer Psychiater
- Rudashevski, Yitskhok (1927–1943), jüdischer Jugendlicher
- Rudaskow, Sergei (* 1984), russischer Straßenradrennfahrer
- Rudat, Horst (1920–1982), deutscher Generalmajor
- Rudat, Klaus-Dietrich (1918–1990), deutscher Mikrobiologe und Hochschullehrer
- Rudau, Bruno (1891–1970), deutscher Lehrer und Heimatforscher

### Rudb
- Rudbeck, Alexander (1829–1908), schwedischer Genre- und Historienmaler
- Rudbeck, Olof der Ältere († 1702), schwedischer Polyhistor
- Rudbeck, Olof der Jüngere (1660–1740), schwedischer Anatom und Botaniker
- Rudbeckius, Johannes (1581–1646), schwedischer lutherischer Theologe und der bedeutendste Bischof der Großmachtzeit in Schweden
- Rudberg, Agam (* 1986), israelische Schauspielerin
- Rudberg, Fredrik (1800–1839), schwedischer Physiker
- Rudberg, Gunnar (1880–1954), schwedischer klassischer Philologe
- Rudberg, Omar (* 1998), venezolanisch-schwedischer Sänger und SchauspielerOmar Rudberg (* 1998)

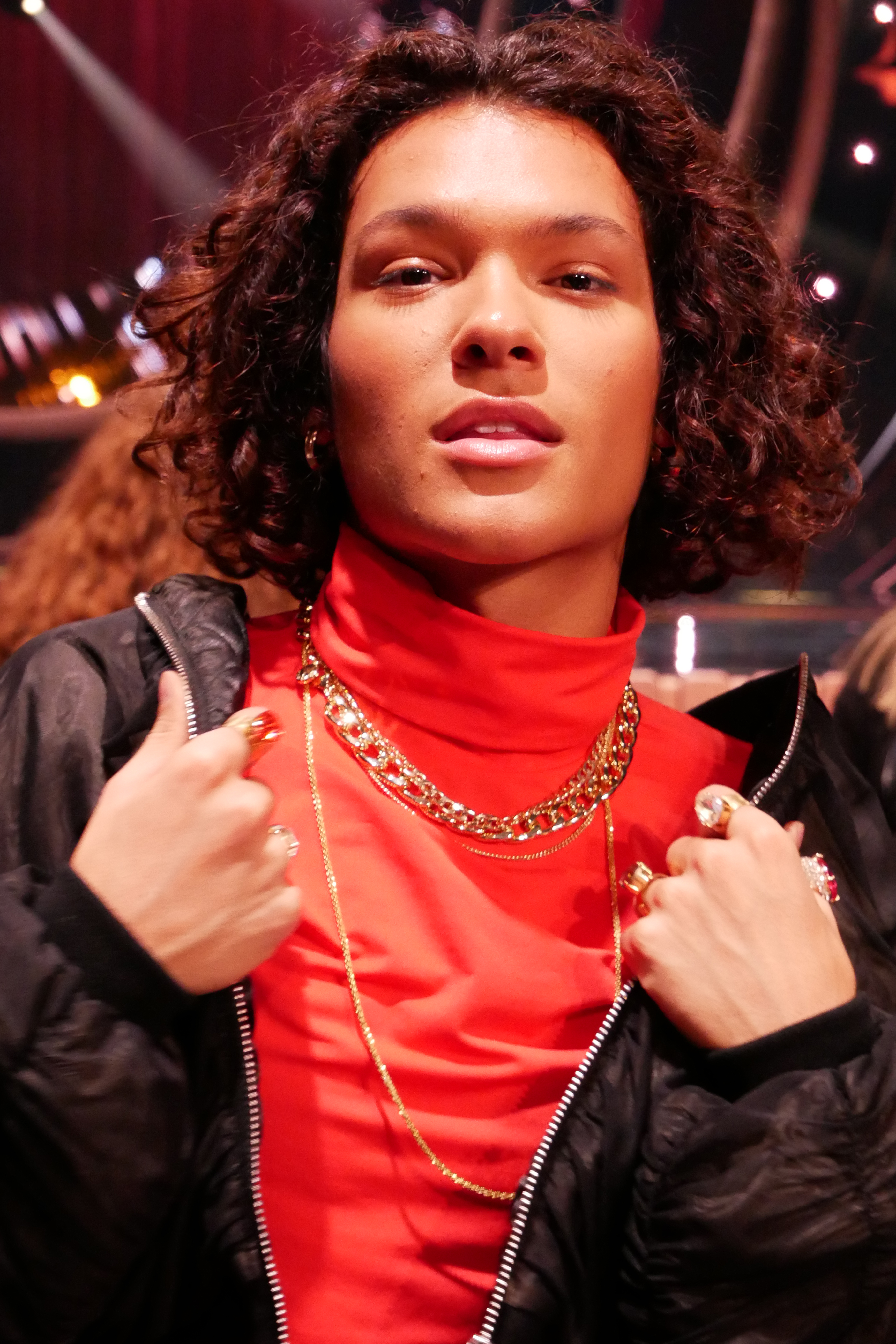
Omar Rudberg (* 1998)

- Rudberg, Stig (1920–2011), schwedischer Klassischer Philologe und Hochschullehrer
- Rudbert, Bischof von Münster
- Rudberus, Jonas (1636–1697), schwedischer Orgelbauer und Pastor

### Rudd
- Rudd, Amber (* 1963), britische Politikerin der Conservative Party
- Rudd, Anthony († 1615), Bischof von St Davids
- Rudd, Bevil (1894–1948), südafrikanischer Leichtathlet und Olympiasieger
- Rudd, Charles (1844–1916), britischer Gold- und Diamantenmagnat
- Rudd, Declan (* 1991), englischer Fußballspieler
- Rudd, Delaney (* 1962), US-amerikanischer Basketballspieler
- Rudd, Eldon (1920–2002), US-amerikanischer Politiker
- Rudd, Emily (* 1993), US-amerikanische Schauspielerin und Model
- Rudd, Ken (1921–2009), britischer Unternehmer und Autorennfahrer
- Rudd, Kenneth (* 1968), britischer Biathlet
- Rudd, Kevin (* 1957), australischer Politiker
- Rudd, Mark (* 1947), US-amerikanischer Mathematiklehrer, Politischer Aktivist und Friedensaktivist
- Rudd, Niall (1927–2015), britischer Klassischer Philologe irischer Herkunft
- Rudd, Paul (* 1969), US-amerikanischer FilmschauspielerPaul Rudd (* 1969)

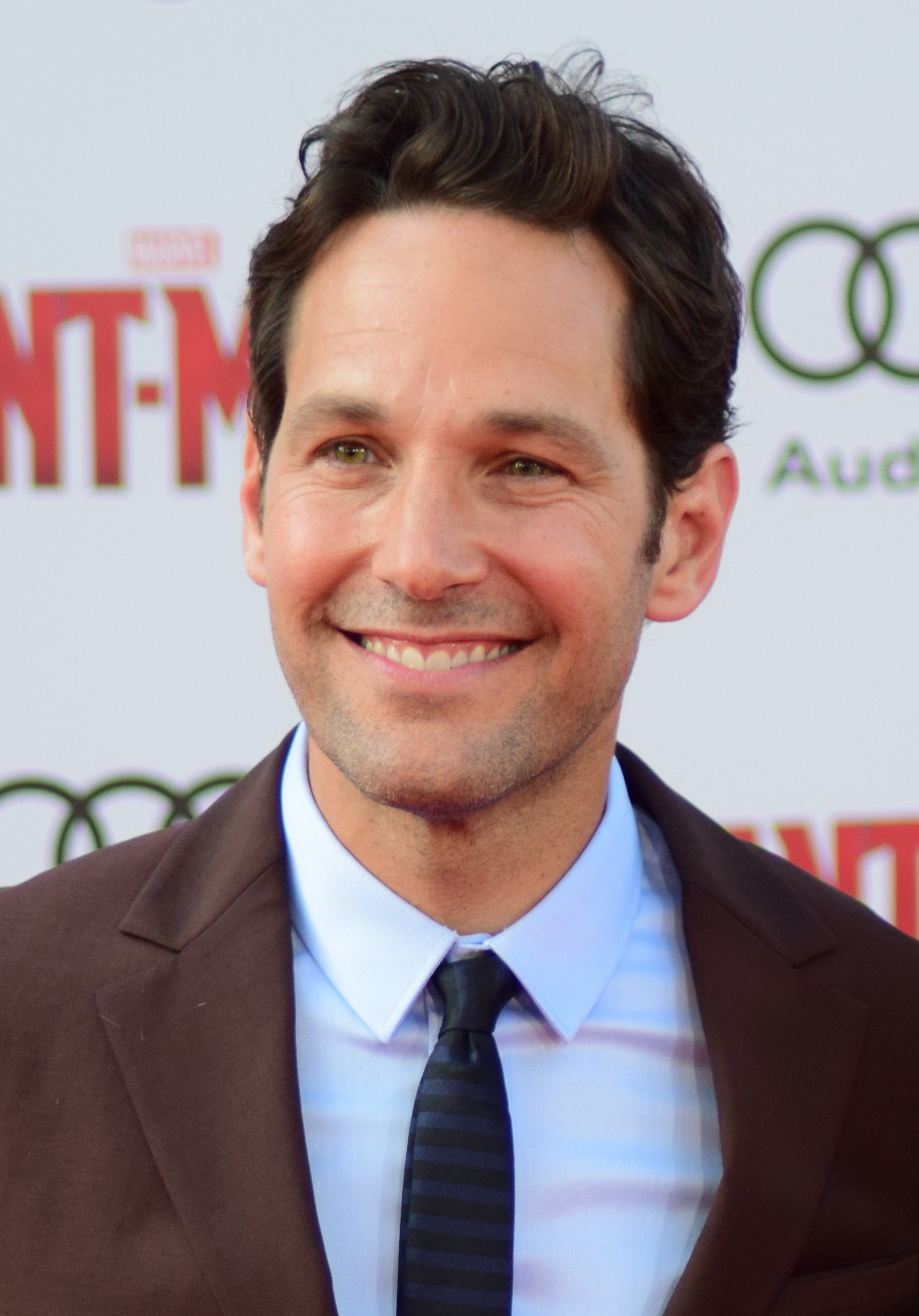
Paul Rudd (* 1969)

- Rudd, Phil (* 1954), australischer Musiker, Schlagzeuger der australischen Hardrock-Band AC/DCPhil Rudd (* 1954)

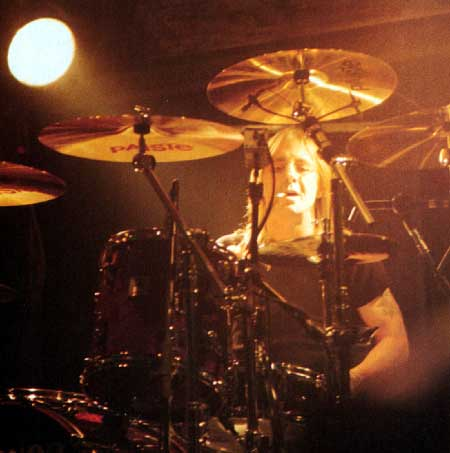
Phil Rudd (* 1954)

- Rudd, Reginald (1892–1953), englischer Fußballschiedsrichter
- Rudd, Rice, 1. Baronet († 1664), englischer Adliger
- Rudd, Rice, 2. Baronet († 1701), englischer Adliger und Politiker
- Rudd, Robert L. (1921–2003), US-amerikanischer Zoologe
- Rudd, Roswell (1935–2017), US-amerikanischer Musiker (Jazz)
- Rudd, Steele (1868–1935), australischer Schriftsteller
- Rudd, Stephen A. (1874–1936), US-amerikanischer Politiker
- Rudd, Wayland Leonardowitsch (1900–1952), amerikanisch-sowjetischer Schauspieler
- Rudd, Xavier (* 1978), australischer Sänger, Songwriter und Multi-Instrumentalist
- Ruddat, Günter (* 1947), deutscher Theologe und Hochschullehrer, Professor für Praktische Theologie
- Rudde, Hannah (* 2006), deutsche Volleyballspielerin
- Rüddel, Erwin (1955–2025), deutscher Politiker (CDU), MdL, MdB
- Rüddel, Josef (1925–2023), deutscher Politiker (CDU)
- Rüddenklau, Jörg (* 1973), deutscher Politiker (SPD)
- Rüddenklau, Wolfgang (* 1953), deutscher Journalist und Umweltschützer
- Rudder, Bernhard de (1864–1929), deutscher Verwaltungsjurist und Bezirksoberamtmann
- Rudder, Bernhard de (1894–1962), deutscher Pädiater und Hochschullehrer
- Rudder, David (* 1953), trinidadischer Calypso- und Soca-Komponist und -Sänger
- Rudder, Gilbert de (1911–1946), belgischer Motorradrennfahrer
- Rudder, James Earl (1910–1970), US-amerikanischer Militär, Politiker und Hochschulpräsident
- Ruddies, Dieter (1921–2015), deutscher Kommunalpolitiker und Unternehmer
- Ruddies, Günther Helmuth (* 1928), deutscher Autor
- Ruddies, Hartmut (1946–2020), deutscher evangelischer systematischer Theologe
- Ruddigkeit, Frank (1939–2025), deutscher Maler und Grafiker
- Ruddigkeit, Raban (* 1968), deutscher Illustrator, Designer, Herausgeber und Autor
- Ruddiman, William (* 1943), US-amerikanischer Klimaforscher, Meeresgeologe und Paläoklimatologe
- Ruddins, Lindsey (* 1997), US-amerikanische Volleyballspielerin
- Ruddle, Francis H. (1929–2013), US-amerikanischer Zell- und Entwicklungsbiologe
- Ruddle, Ryan (* 1987), neuseeländischer Eishockeyspieler
- Ruddock, Dean (* 1992), deutscher Spoken Word Poet, Schriftsteller, Workshopleiter, Veranstalter, Herausgeber und Musiker
- Ruddock, Donovan (* 1963), jamaikanisch-kanadischer Schwergewichtsboxer
- Ruddock, Joan Mary (* 1943), britische Politikerin (Labour Party), Mitglied des House of Commons
- Ruddock, Neil (* 1968), englischer Fußballspieler
- Ruddock, Paul, britischer Finanzmanager und Kunstförderer
- Ruddoff, Alejandra (* 1960), chilenische Bildhauerin
- Ruddy, Albert S. (1930–2024), kanadischer Filmproduzent und Drehbuchautor
- Ruddy, Craig (1968–2022), australischer Maler
- Ruddy, Francis Stephen (1937–2014), US-amerikanischer Diplomat
- Ruddy, John (* 1986), englischer Fußballtorwart
- Ruddy, Joseph (1878–1962), US-amerikanischer Schwimmer und Wasserballspieler
- Ruddy, Stephen (1901–1964), US-amerikanischer Schwimmer und Wasserballspieler

### Rude
- Rude, Arno (* 1957), deutscher Hörspiel- und Drehbuchautor
- Rude, François (1784–1855), französischer Bildhauer
- Rüde, Frithjof (1905–1970), deutscher Schauspieler und Regisseur
- Rudé, George (1910–1993), britischer Historiker
- Rude, Jean-Claude (1954–1980), französischer Radsportler
- Rude, John K., Techniker
- Rude, Rick (1958–1999), US-amerikanischer WrestlerRick Rude (1958–1999)

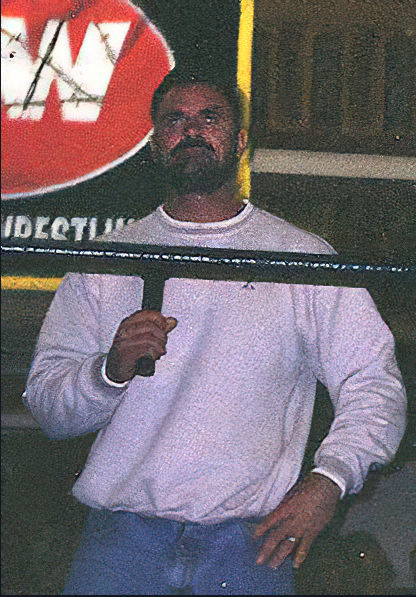
Rick Rude (1958–1999)

- Rude, Steve (* 1956), US-amerikanischer Comiczeichner
- Rüde, Ulrich (* 1957), deutscher Mathematiker, Informatiker und Hochschullehrer
- Rude-Porubská, Slávka (* 1977), Buchwissenschaftlerin und Übersetzerin
- Rudeck, Christopher (* 1994), deutscher Handballspieler
- Rudeck, Wilhelm (1873–1913), deutschsprachiger Autor
- Rudeforth, Peter (* 1963), britischer Jazztrompeter
- Rudek, Kerstin (* 1968), deutsche Anti-Atomkraft-Aktivistin
- Rudek, Klaus (1928–2016), deutscher Studiendirektor, Journalist und Buchautor
- Rudel, Almut (* 1961), deutsche Sportjournalistin und -moderatorin
- Rudel, Alwin (1818–1887), deutscher Papierfachmann und Fachschriftsteller sowie Herausgeber
- Rudel, Ernest (* 1948), österreichischer Meteorologe und Klimatologe
- Rüdel, Günther (1883–1950), deutscher Generaloberst im Zweiten Weltkrieg
- Rüdel, Hans (1888–1975), deutscher Landrat
- Rüdel, Hans-Carl (1906–1976), deutscher Politiker (CDU), MdB
- Rudel, Hans-Ulrich (1916–1982), deutscher Schlachtflieger und Offizier der Wehrmacht im Zweiten WeltkriegHans-Ulrich Rudel (1916–1982)

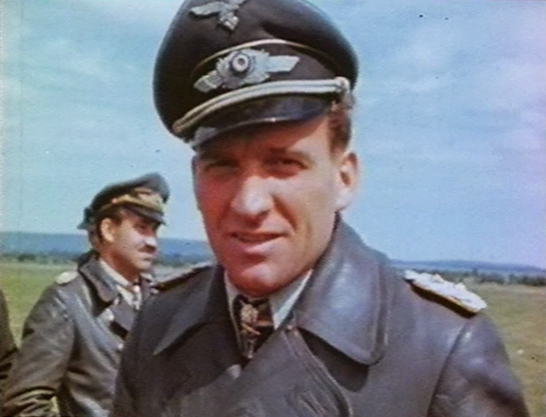
Hans-Ulrich Rudel (1916–1982)

- Rüdel, Holger (* 1951), deutscher Fotograf, Publizist und Historiker
- Rüdel, Hugo (1868–1934), deutscher Chorleiter
- Rudel, Johann († 1563), deutscher Rechtswissenschaftler und Syndicus der Hansestadt Lübeck
- Rudel, Johann (1868–1955), deutscher Buchbinder, Einbandgestalter und Lehrer
- Rudel, Josef Norbert (1921–2006), rumänisch-israelischer Schriftsteller
- Rudel, Julius (1921–2014), US-amerikanischer Dirigent und Pianist
- Rudel, Manfred (1939–2023), deutscher Maler- und Lackierermeister und Senator (Bayern)
- Rudel, Uli (* 1943), deutscher Eishockeyspieler und Eishockeytrainer
- Rudel, Volker (* 1963), deutscher Fußballspieler
- Rüdel, Walter (1931–2021), deutscher Fernsehjournalist, Fernsehproduzent und Buchautor
- Rudel-Zeynek, Olga (1871–1948), österreichische Politikerin (CSP), Landtagsabgeordnete, Abgeordnete zum Nationalrat, Mitglied des Bundesrates
- Rudelbach, Andreas Gottlob (1792–1862), dänischer lutherischer Theologe
- Rudelić, Ivana (* 1992), deutsche FußballspielerinIvana Rudelić (* 1992)

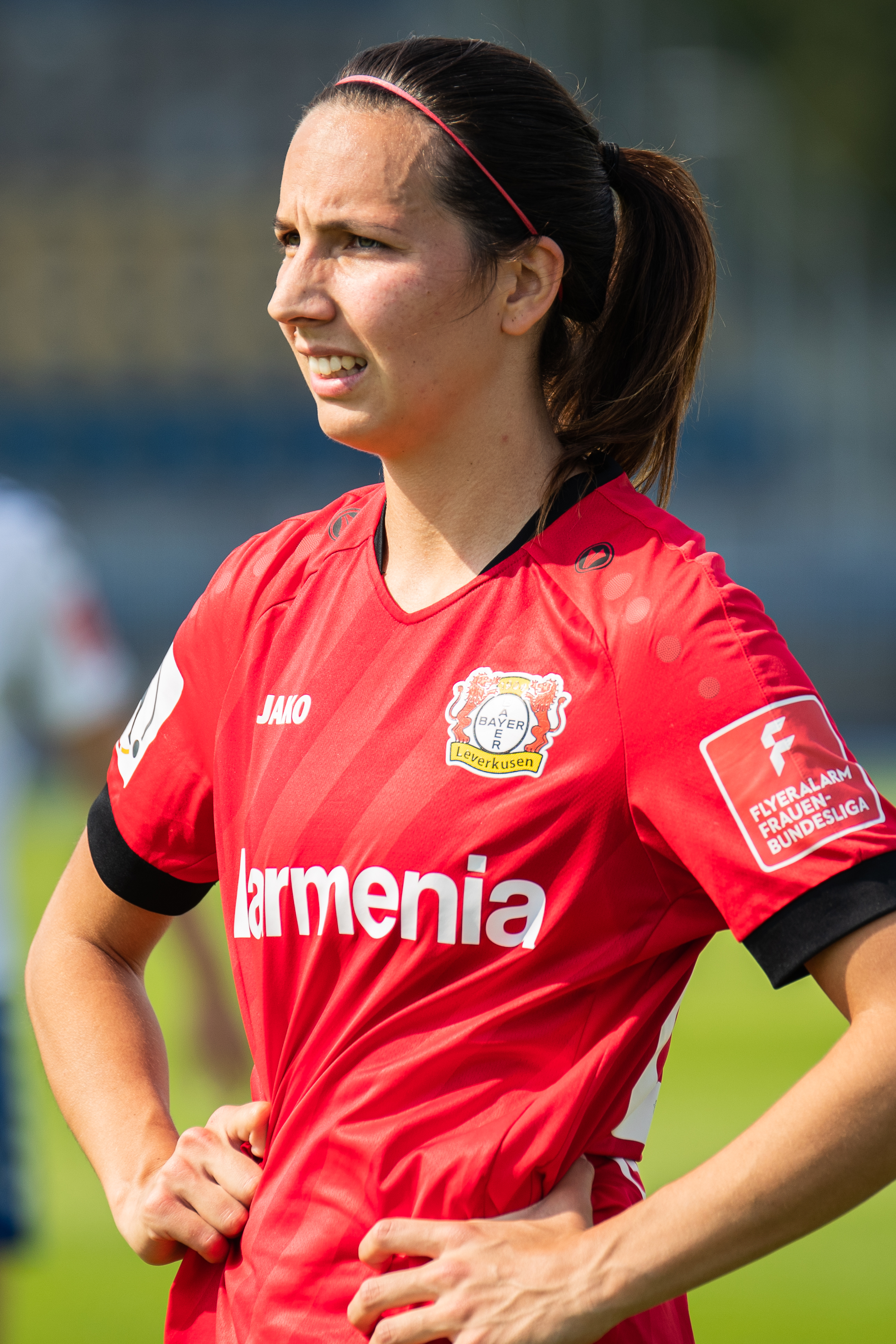
Ivana Rudelić (* 1992)

- Rudelienė, Edita (* 1978), litauische Politikerin (LRLS), Seimas-Mitglied, Bürgermeisterin von Trakai
- Rudelitsch, Ernst (1940–2007), österreichischer Militär, Vizeleutnant des österreichischen Bundesheeres
- Rüdell, Alexander (1852–1920), deutscher Architekt und preußischer Baubeamter
- Rüdell, Carl (1855–1939), deutscher Architekt und Maler
- Rudellat, Yvonne (1897–1945), französische Agentin des SOE
- Rudelli, Paolo (* 1970), italienischer Geistlicher, römisch-katholischer Erzbischof und Diplomat des Heiligen Stuhls
- Rudeloff, Max (1848–1916), deutscher Sanitätsoffizier
- Rudeloff, Max (1857–1929), deutscher Maschinenbauingenieur, Hochschullehrer für Materialprüfungswesen und Direktor des Königlich Preußischen Materialprüfungsamts in Berlin
- Rudeloff, Wilhelm (1866–1951), deutscher Schiffsmakler und Minieralöunternehmer
- Rudelt, Ernst Robert (1860–1935), deutscher konservativer Kommunalpolitiker und Mitglied des Sächsischen Landtages
- Rüdem, Henning, deutscher Buchdrucker und -händler
- Rüdeman, Dolly (1902–1980), niederländische Grafikerin und Plakatkünstlerin
- Rüden, Constance von, deutsche Prähistorikerin
- Ruden, Dieter (1942–2023), deutscher Künstler
- Ruden, Gerhard (* 1946), deutscher Politiker (CDU), MdL
- Ruden, Paul (1903–1970), deutscher Ingenieur, Luftfahrt-Experte und Hochschullehrer
- Rüden, Peter von (* 1946), deutscher Medienwissenschaftler
- Rudėnaitė, Sigita (* 1964), litauische Richterin
- Rüdenauer, Meinhard (* 1941), österreichischer Komponist, Autor und Kulturjournalist
- Rüdenauer, Ulrich (* 1971), deutscher Journalist, Herausgeber, Literatur- und Musikkritiker
- Rüdenberg, Gustav (* 1868), deutscher Kaufmann, Buch- und Versandhändler, Kunstsammler und Mäzen und Opfer des Holocaust
- Rüdenberg, Max (1863–1942), deutscher Bettfedern-Fabrikant, Kommunalpolitiker, Kunstsammler und Opfer des Holocaust
- Rüdenberg, Reinhold (1883–1961), deutscher Elektroingenieur und Hochschullehrer
- Rudenco, Teodor (1909–1967), rumänischer Diplomat
- Rudenko, Alexander Alexandrowitsch (* 1999), russischer Fußballspieler
- Rudenko, Konstantin (* 1981), russisch-kasachischer Eishockeyspieler
- Rudenko, Leonid Georgijewitsch (1906–2002), sowjetischer Militär
- Rudenko, Ljudmila Wladimirowna (1904–1986), sowjetische Schachspielerin und Schachweltmeisterin
- Rudenko, Maksym (* 1979), ukrainischer Radrennfahrer
- Rudenko, Margarita Borissowna (1926–1976), russische Orientalistin, Kurdologin, Literaturwissenschaftlerin, Ethnographin
- Rudenko, Mykola (1920–2004), sowjetisch-ukrainischer Dissident, Bürgerrechtler und Schriftsteller
- Rudenko, Myroslaw (* 1983), Politiker
- Rudenko, Oleg Olegowitsch (* 1972), russischer Crosslauf-Sommerbiathlet
- Rudenko, Olha (* 1989), ukrainische Journalistin
- Rudenko, Roman Andrejewitsch (1907–1981), sowjetischer Jurist, Generalstaatsanwalt der UdSSRRoman Andrejewitsch Rudenko (1907–1981)

Roman Andrejewitsch Rudenko (1907–1981)

- Rudenko, Sergei Ignatjewitsch (1904–1990), sowjetischer Pilot
- Rudenko, Sergei Iwanowitsch (1885–1969), russisch-sowjetischer Archäologe
- Rudenko, Serhij (* 1970), ukrainischer Journalist und Autor
- Rudenko, Walentin (1938–2016), ukrainischer Großmeister für Schachkomposition
- Rudenkow, Wassili (1931–1982), weißrussischer Leichtathlet und Olympiasieger
- Rudenska, Janina (* 1984), deutsche Schauspielerin
- Rudensky, Alexander Y. (* 1956), russisch-amerikanischer Immunologe
- Rudenstine, Neil Leon (* 1935), US-amerikanischer Anglist, Literaturwissenschaftler und Pädagoge
- Rudentschik, Witalij (* 1982), bulgarischer Biathlet
- Rüder, Bernhard (1899–1968), deutscher Gynäkologe und Parlamentarier
- Rüder, Christian Friedrich Rudolph (1809–1890), deutscher Advokat in Leipzig
- Ruder, David Sturtevant (1929–2020), US-amerikanischer Rechtsanwalt, Politiker und Hochschullehrer
- Ruder, Emil (1914–1970), Schweizer Lehrer der Typografie
- Rüder, Friedrich August (1762–1856), deutscher Jurist, Journalist und Publizist
- Ruder, Hanns (1939–2015), deutscher Astrophysiker
- Ruder, Jason, US-amerikanischer Tontechniker
- Rüder, Karl August Rudolf (1852–1912), deutscher Politiker; MdL (Königreich Sachsen)
- Rüder, Maximilian Heinrich (1808–1880), deutscher Jurist und Politiker
- Ruder, Robert (1934–2015), deutscher Politiker (CDU), MdL
- Rüder, Walter (1861–1922), deutscher Gynäkologe und Geburtshelfer in Hamburg
- Ruder, Willi (1910–1994), deutscher politische Funktionär (NSDAP)
- Ruderisch, Dagmar (* 1954), deutsche Richterin am Oberlandesgericht München und am Bayerischen Verfassungsgerichtshof
- Ruderman, Malvin (1927–2024), US-amerikanischer Physiker
- Ruders, Poul (* 1949), dänischer Komponist
- Rudersdorf, André (* 1995), deutscher Automobilrennfahrer
- Rudersdorf, Karl-Heinrich (1940–2014), deutscher Journalist, Publizist und Entwicklungshelfer
- Rudersdorf, Manfred (* 1952), deutscher Historiker
- Rudersdorf, Walter (1926–2015), deutscher Lehrer und Heimatforscher
- Rudersheim, Nikolaus von (1781–1845), bayerischer Generalmajor
- Ruderstaller, Theophil (1906–1946), österreichischer Ordensgeistlicher und Chinamissionar
- Rudert, Alwin Robert (1850–1931), höherer sächsischer Staatsbeamter
- Rudert, Arno (1891–1954), deutscher Redakteur und Zeitungsherausgeber
- Rudert, Constance (* 1977), deutsche Musikerin, Sängerin, Liedtexterin und Komponistin
- Rudert, Johannes (1894–1979), deutscher Psychologe und Hochschullehrer
- Rudert, Selma (* 1987), deutsche Sozialpsychologin
- Rudert, Siegfried (1932–1980), deutscher Maschinenbauingenieur und Professor für Regelungstechnik
- Rudert, Willy (1884–1949), deutscher Heimat- und Mundartschriftsteller
- Rudess, Jordan (* 1956), US-amerikanischer KeyboarderJordan Rudess (* 1956)

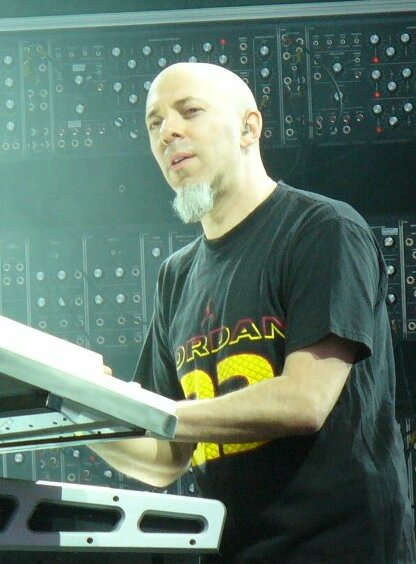
Jordan Rudess (* 1956)

- Rudetzki, Françoise (1948–2022), französische Juristin und Aktivistin
- Rudež, Ivan (* 1979), kroatischer Basketballtrainer

### Rudg
- Rudgar von Veltheim († 1125), Magdeburger Erzbischof
- Rudge, Mary (1842–1919), englische Schachspielerin
- Rudge, Olga (1895–1996), US-amerikanische ViolinistinOlga Rudge (1895–1996)

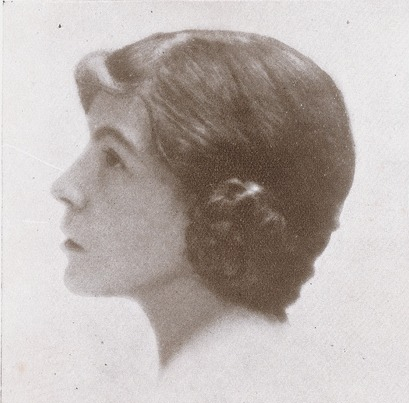
Olga Rudge (1895–1996)

- Rüdgisch, Astrid von (1940–2016), belgisch-deutsche Malerin

### Rudh
- Rudhardt, Jean (1922–2003), Schweizer Religionshistoriker, Gräzist und Papyrologe
- Rudhart von Konstanz († 1022), Bischof von Konstanz
- Rudhart, Franz Michael (1830–1879), deutscher Musikschriftsteller und Beamter
- Rudhart, Georg Thomas (1792–1860), deutscher Jurist, Historiker, Archivar und Hochschullehrer
- Rudhart, Gideon von (1833–1898), bayerischer Diplomat
- Rudhart, Hans (* 1945), deutscher nordischer Skisportler
- Rudhart, Ignaz von (1790–1838), bayerischer Jurist und Politiker sowie Ministerpräsident von Griechenland
- Rudhart, Manfred (* 1965), deutscher Manager, Vorstand der DB Regio AG
- Rudhof, Conny (1934–1984), deutscher Boxer
- Rudholm, Sten (1918–2008), schwedischer Justizkanzler (1962–1967) und Mitglied der Svenska Akademien
- Rudhyar, Dane (1895–1985), französischer Komponist und Begründer der humanistischen Astrologie

### Rudi
- Rudi, Henry (1889–1970), norwegischer Pelztierjäger
- Rudi, Jochen (* 1949), deutscher Unternehmer und ehemaliger Präsident des 1. FC Dynamo Dresden
- Rudi, Petter (* 1973), norwegischer Fußballspieler
- Rudi, Vera (* 1993), norwegische Schauspielerin
- Rudiakov, Shoshana (1948–2012), lettische klassische Pianistin und Musikpädagogin
- Rudić, Marko (* 1990), Skirennläufer
- Rudić, Neven (* 1958), jugoslawischer Fußballspieler
- Rudić, Ratko (* 1948), kroatischer Wasserballtrainer und -Spieler
- Rudich, Steven (1961–2024), US-amerikanischer Informatiker
- Rudie, Evelyn (* 1949), US-amerikanische Schauspielerin und Direktorin eines Privattheaters
- Rudiferia, Ivo (* 1966), italienischer Snowboarder
- Rudig, Florian (* 1980), österreichischer Fernseh- und Event-Moderator
- Rüdiger Huzmann († 1090), Bischof von Speyer
- Rüdiger von Admont († 1205), salzburgischer römisch-katholischer Geistlicher
- Rüdiger von Elner († 1396), Großkomtur und Ordensmarschall des Deutschen Ordens
- Rudiger von Langheim († 1274), deutscher Benediktinerabt
- Rüdiger von Müner, mittelhochdeutscher Dichter
- Rüdiger, Alexander (* 1969), österreichischer Fernsehmoderator und Entertainer
- Rüdiger, Andreas (1673–1731), deutscher Philosoph
- Rüdiger, Andreas (* 1951), deutscher Schauspieler, Theaterregisseur und Synchronsprecher
- Rüdiger, Antonio (* 1993), deutscher FußballspielerAntonio Rüdiger (* 1993)

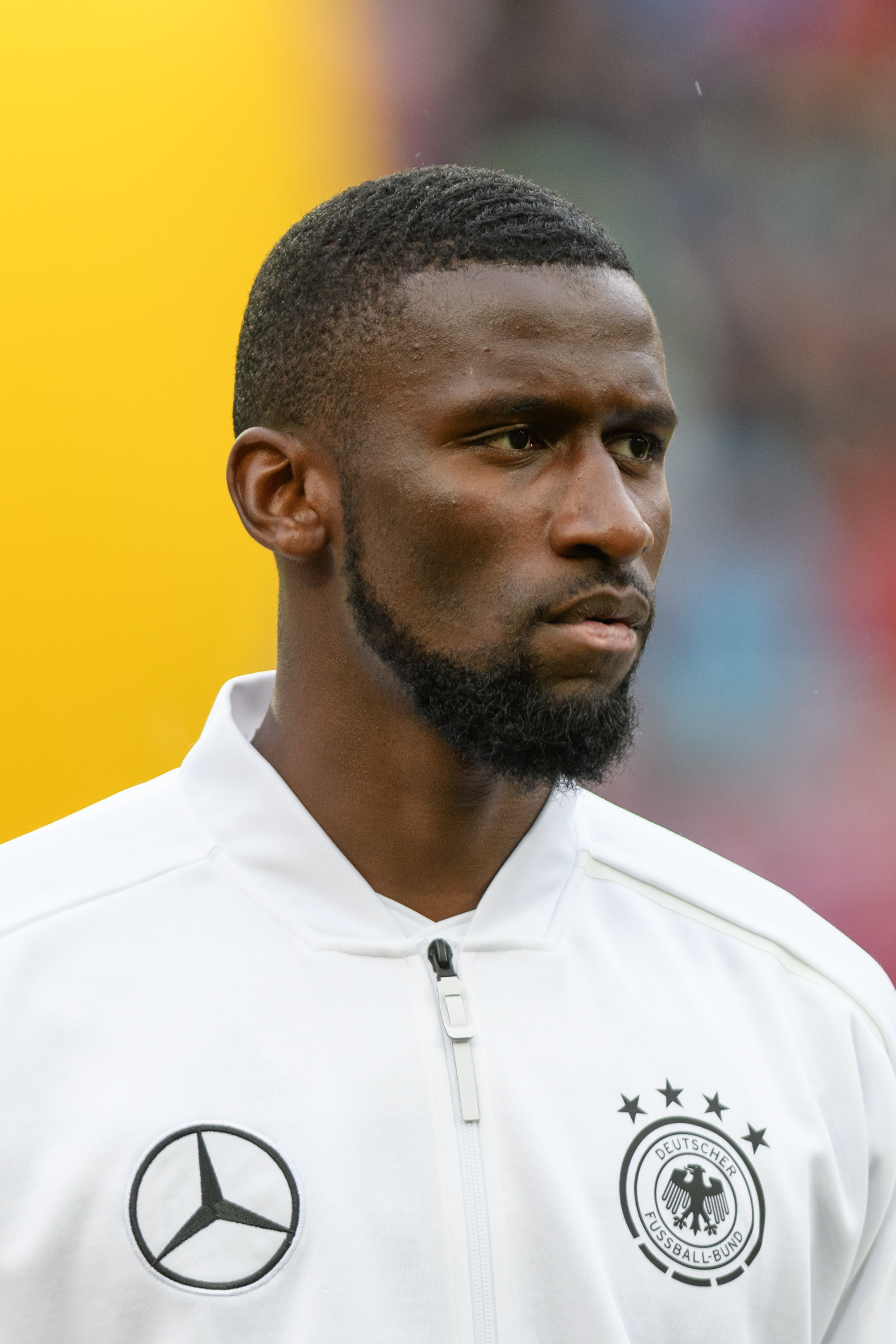
Antonio Rüdiger (* 1993)

- Rüdiger, Ariane (* 1958), deutsche Schriftstellerin
- Rüdiger, Bernd (* 1942), deutscher Historiker
- Rüdiger, Bernhard (* 1964), italienischer Künstler
- Rüdiger, Christian Friedrich (1760–1809), deutscher Astronom und Hochschullehrer
- Rüdiger, Dieter (1924–1999), deutscher Psychologe und Hochschullehrer
- Rüdiger, Dieter (1927–1964), deutscher Bauingenieur und Hochschullehrer
- Rüdiger, Ernst (* 1867), deutscher Unternehmer
- Rüdiger, Günther (* 1944), deutscher Astrophysiker
- Rüdiger, Hans (1878–1947), deutscher evangelisch-lutherischer Geistlicher und Autor von geistlichen Spielen
- Rüdiger, Hans (* 1889), deutscher Beamter und Regierungspräsident in Oppeln
- Rüdiger, Hans (1910–1964), deutscher NDPD-Funktionär, MdV
- Rüdiger, Hedwig (1867–1943), Frauenrechtlerin, Mitgründerin des Bundesverbandes der Reichs-Post- und Telegraphenbeamtinnen
- Rüdiger, Helmut (1903–1966), deutscher Autor und Anarchosyndikalist
- Rüdiger, Herbert (1920–2005), deutscher Schauspieler, Hörspiel- und Synchronsprecher
- Rüdiger, Hermann (1889–1946), deutscher Geologe und Polarforscher
- Rüdiger, Horst (1908–1984), deutscher Hochschullehrer; Ordinarius an der Universität Bonn
- Rüdiger, Hugo (1851–1920), deutscher Seeoffizier, Vize-Gouverneur von Ostafrika und Landeshauptmann von Neu-Guinea
- Rüdiger, Jan (* 1966), deutscher Mittelalterhistoriker
- Rüdiger, Johann Christian Christoph (1751–1822), deutscher Kameralwissenschaftler und Sprachwissenschaftler
- Rüdiger, Jutta (1910–2001), deutsche Psychologin und BDM-ReichsreferentinJutta Rüdiger (1910–2001)

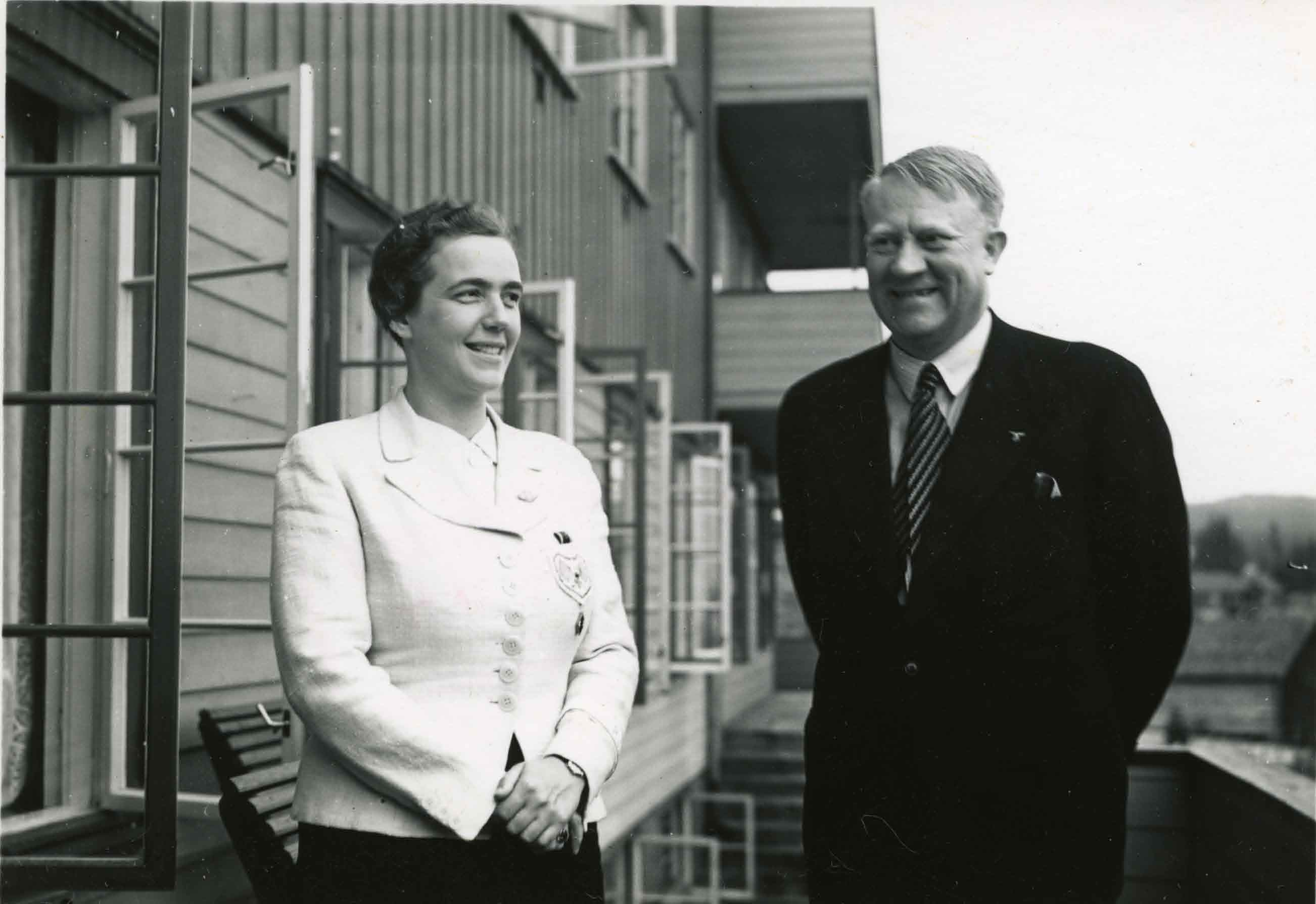
Jutta Rüdiger (1910–2001)

- Rüdiger, Karl (1896–1951), deutscher Politiker (FDP), MdB
- Rüdiger, Karl August (1793–1869), deutscher Altphilologe und Gymnasialrektor
- Rüdiger, Karl Heinrich (1877–1947), deutscher Jurist und Landrat
- Rüdiger, Karlheinz (1908–1943), deutscher Schriftleiter
- Rüdiger, Lars (* 1996), deutscher Wasserspringer
- Rüdiger, Max (1875–1953), deutscher Technologe, Hochschullehrer und ehemaliger Rektor der Universität Hohenheim
- Rüdiger, Michael (* 1955), deutscher Schauspieler, Journalist und Filmemacher
- Rüdiger, Michael (* 1964), deutscher Manager
- Rüdiger, Minna (1841–1920), deutsche Schriftstellerin
- Rüdiger, Moritz (* 2006), deutsches Model
- Rüdiger, Morten (* 1995), deutscher Fußballspieler
- Rüdiger, Otto (1845–1904), deutscher Historiker, Lehrer und Schriftsteller
- Rüdiger, Otto (1885–1976), deutscher Politiker (SPD)
- Rüdiger, Otto (1913–1998), deutscher Physiker und Hochschullehrer
- Rüdiger, Paul (1875–1941), deutscher Jurist und Kommunalpolitiker
- Rüdiger, Reinhold (1926–1998), deutscher Schauspieler, Dramaturg, Regisseur und Intendant
- Rüdiger, Richard (* 1937), deutscher Schauspieler
- Rüdiger, Tim (* 1998), deutscher Handballspieler
- Rüdiger, Ulrich (1934–1970), deutscher Klassischer Archäologe
- Rüdiger, Ulrich (* 1966), deutscher Physiker und Hochschullehrer, UniversitätsrektorUlrich Rüdiger (* 1966)

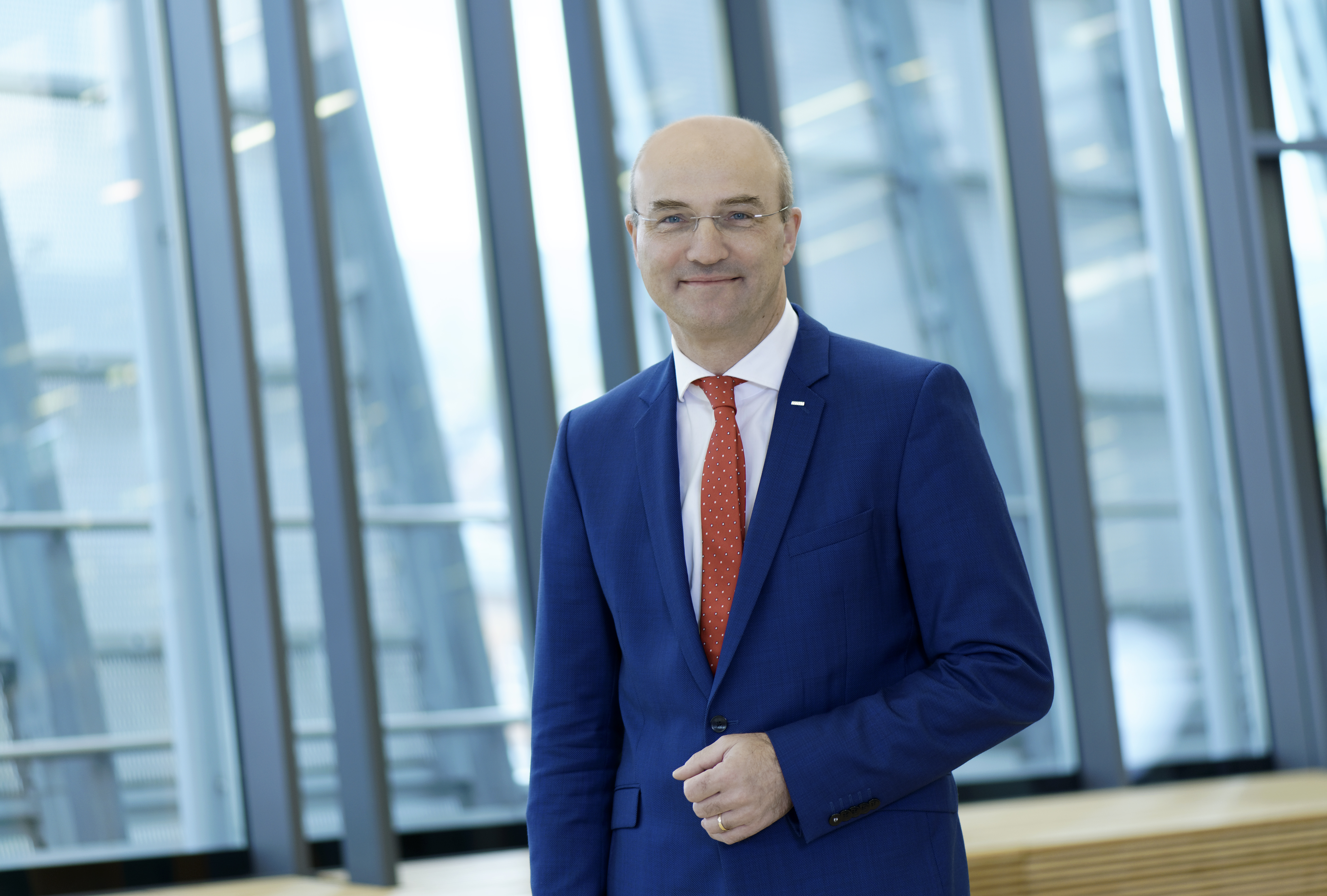
Ulrich Rüdiger (* 1966)

- Rüdiger, Vera (* 1936), deutsche Politologin und Politikerin (SPD), MdL
- Rüdiger, Werner (1901–1966), deutscher Politiker (SPD), MdA
- Rüdiger, Wilhelm (1908–2000), deutscher Kunsthistoriker
- Rüdiger, Wolfgang (1929–1997), deutscher Physiologe und Hochschullehrer
- Rüdiger, Wolfgang (* 1957), deutscher Fagottist, Musikpädagoge und Musikwissenschaftler
- Rüdigheim, Otto Philipp von (1586–1638), deutscher Beamter in Diensten der Grafschaft Oldenburg
- Rudigier, Andreas (* 1965), österreichischer Kunsthistoriker
- Rudigier, Ernst (1922–1981), deutscher Politiker (FDP)
- Rudigier, Franz Joseph (1811–1884), österreichischer Geistlicher, Bischof der Diözese Linz und Politiker, Landtagsabgeordneter
- Rudigier, Fritz (1941–2015), österreichischer Politiker (SPÖ), Landtagsabgeordneter von Vorarlberg
- Rudigier, Jürgen (* 1945), deutscher Chirurg
- Rudigier, Peter (1882–1963), österreichischer Politiker (LB), Abgeordneter zum Vorarlberger Landtag
- Rudimch, Isidoro (1942–1999), palauischer Politiker
- Rüdin, Ernst (1874–1952), schweizerisch-deutscher Psychiater und RassenhygienikerErnst Rüdin (1874–1952)

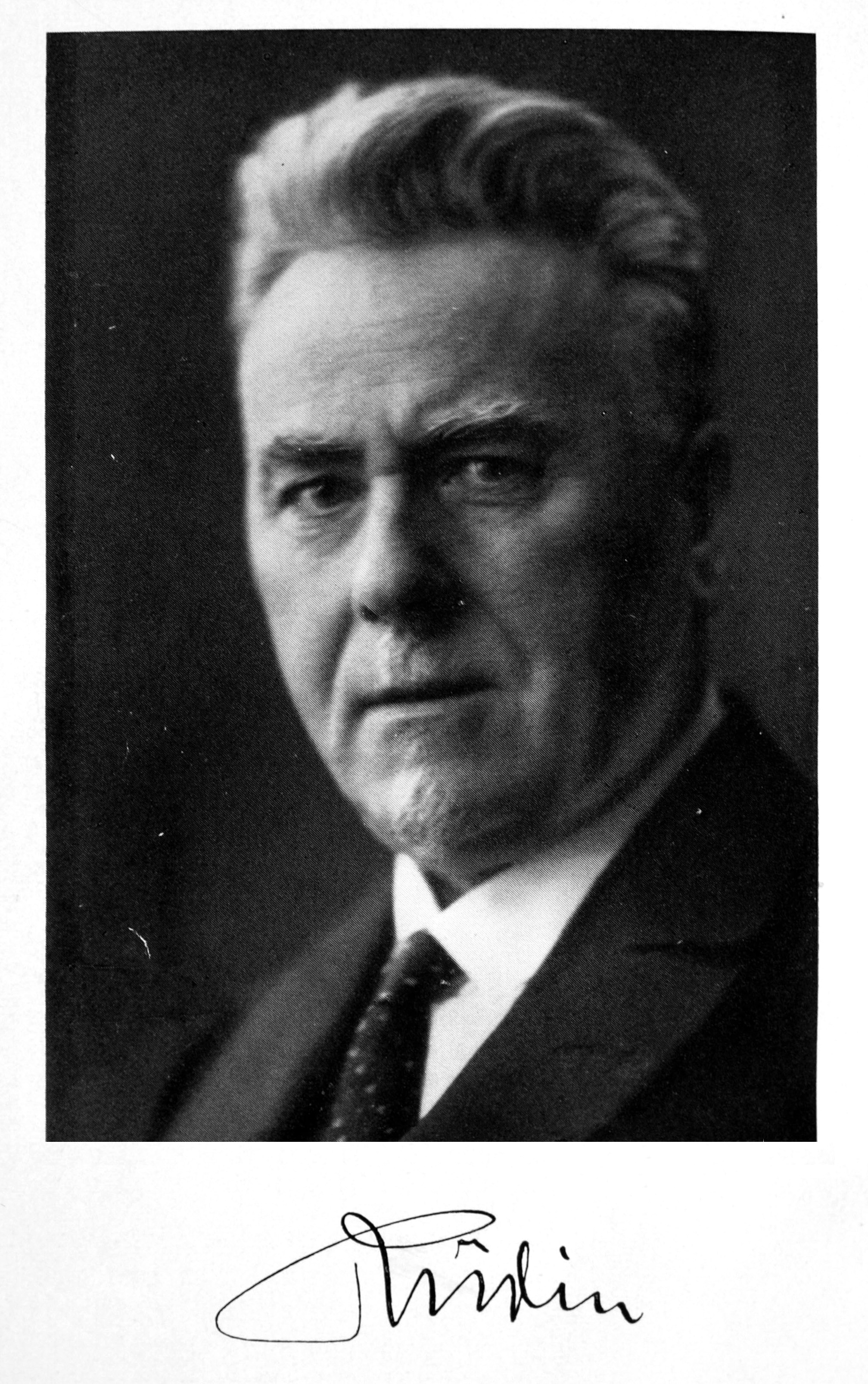
Ernst Rüdin (1874–1952)

- Rudin, John James (1916–1995), US-amerikanischer Ordensgeistlicher, römisch-katholischer Bischof von Musoma
- Rudin, Josef (1907–1983), Schweizer Jesuit, Tiefenpsychologe und Hochschullehrer
- Rudin, Mary Ellen (1924–2013), US-amerikanische Mathematikerin
- Rudin, Michel (* 1985), Schweizer Unternehmer, LGBTQ+ Aktivist und Politiker (GLP)
- Rudin, Nelly (1928–2013), Schweizer Künstlerin und Gestalterin
- Rudin, Oliver (* 1981), Schweizer Dirigent, Sänger, Komponist und Violinist
- Rudin, Rolf (* 1961), deutscher Komponist
- Rudin, Scott (* 1958), US-amerikanischer Film- und Theaterproduzent
- Rudin, Walter (1921–2010), US-amerikanischer Mathematiker
- Rüdin-Meili, Frieda (1901–1987), Schweizer Bäuerin
- Rüding, Egid von (1814–1867), Kreisrat in Hessen
- Ruding, Onno (* 1939), niederländischer Politiker (KVP, CDA), Minister und Bankmanager
- Rüding, Peter Josef von (1783–1863), Landrat Großherzogtum Hessen
- Rüdinger, Esrom (1523–1591), deutscher Philologe, Pädagoge, Physiker und Historiker
- Rudinger, Georg (* 1942), deutscher Gerontologe und emer. Professor für Psychologie
- Rudinger, Josef (1924–1975), tschechoslowakischer Chemiker
- Rüdinger, Nicolaus († 1581), deutscher neulateinischer Dichter sowie gräflicher Gymnasialrektor und Rentmeister in Wertheim
- Rüdinger, Nikolaus (1832–1896), deutscher Anatom
- Rüdinger, Richard, deutscher Fußballspieler
- Rudini (1929–2006), indonesischer Politiker und Generalleutnant
- Rudini, Alessandra di (1876–1931), italienische Karmelitin, Priorin und Klostergründerin in Frankreich
- Rudinì, Antonio Starabba di (1839–1908), italienischer Politiker, Mitglied der Camera dei deputati
- Rudinski, Anton (1937–2017), jugoslawischer Fußballspieler und -trainer
- Rudio, Ferdinand (1856–1929), deutscher Mathematiker und Leiter der ETH-Bibliothek in Zürich
- Rudiš, Jaroslav (* 1972), tschechischer Schriftsteller und JournalistJaroslav Rudiš (* 1972)

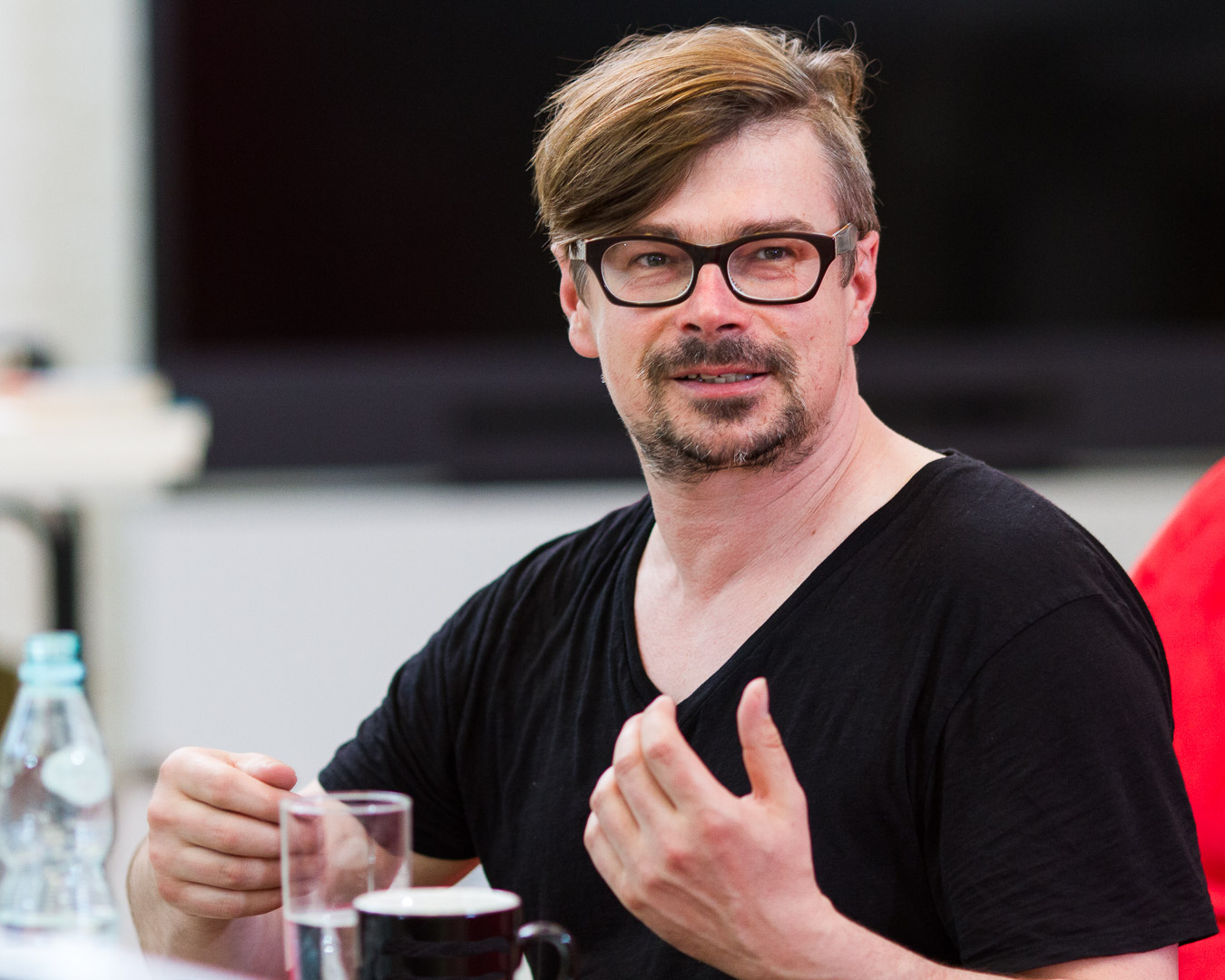
Jaroslav Rudiš (* 1972)

- Rudisch, Bernhard (* 1964), österreichischer Rechtswissenschaftler
- Rudischer, Benedikt (* 2003), österreichischer Handballspieler
- Rudisha, Daniel (1945–2019), kenianischer Leichtathlet
- Rudisha, David (* 1988), kenianischer Mittelstreckenläufer
- Rüdisser, Karlheinz (* 1955), österreichischer Politiker (ÖVP), Vorarlberger Landesrat
- Rüdisser-Quaderer, Karin (* 1958), liechtensteinische Politikerin (VU)
- Rüdisühli, Hermann (1864–1944), Schweizer Maler

### Rudj
- Rudjak, Boris Moissejewitsch (1923–1999), ukrainisch-sowjetischer Marxismusforscher
- Rudjewa, Sofija Andrejewna (* 1990), russisches Model und Miss Russland
- Rudjukowa, Nina Andrejewna (* 2000), russische Tennisspielerin

### Rudk
- Rudkin, James (* 1994), britischer Ruderer
- Rudkin, Tom, Software-Entwickler
- Rudkowskaja, Jelena Grigorjewna (* 1973), russische Schwimmerin
- Rudkowski, Lena (* 1986), deutsche Juristin
- Rudkowski, Wiesław (1946–2016), polnischer Boxer

### Rudl
- Rudl, Otto (1870–1951), österreichischer Mundartdichter und Mediziner
- Rudle, Gerold (* 1963), österreichischer Kabarettist und Schauspieler
- Rudle, Nikola (* 1992), österreichische Schauspielerin
- Rudler, François Joseph (1757–1837), französischer Richter und Politiker
- Rudler, Gustave (1872–1957), französischer Romanist und Literaturwissenschaftler
- Rudler, Xaveria (1811–1886), französisch-deutsche Ordensfrau
- Rudley, Herbert (1910–2006), US-amerikanischer Schauspieler
- Rüdlin, Fabian (* 1997), deutscher Fußballspieler
- Rüdlin, Otto (1861–1928), deutscher Verwaltungsjurist im preußischen Staatsdienst, Staatssekretär des Reichspostamtes (1917–1919)
- Rudling, Per Anders (* 1974), schwedisch-amerikanischer Historiker
- Rüdlinger, Arnold (1919–1967), Schweizer Kunsthistoriker und Kurator
- Rüdlinger, Max (* 1949), Schweizer SchauspielerMax Rüdlinger (* 1949)

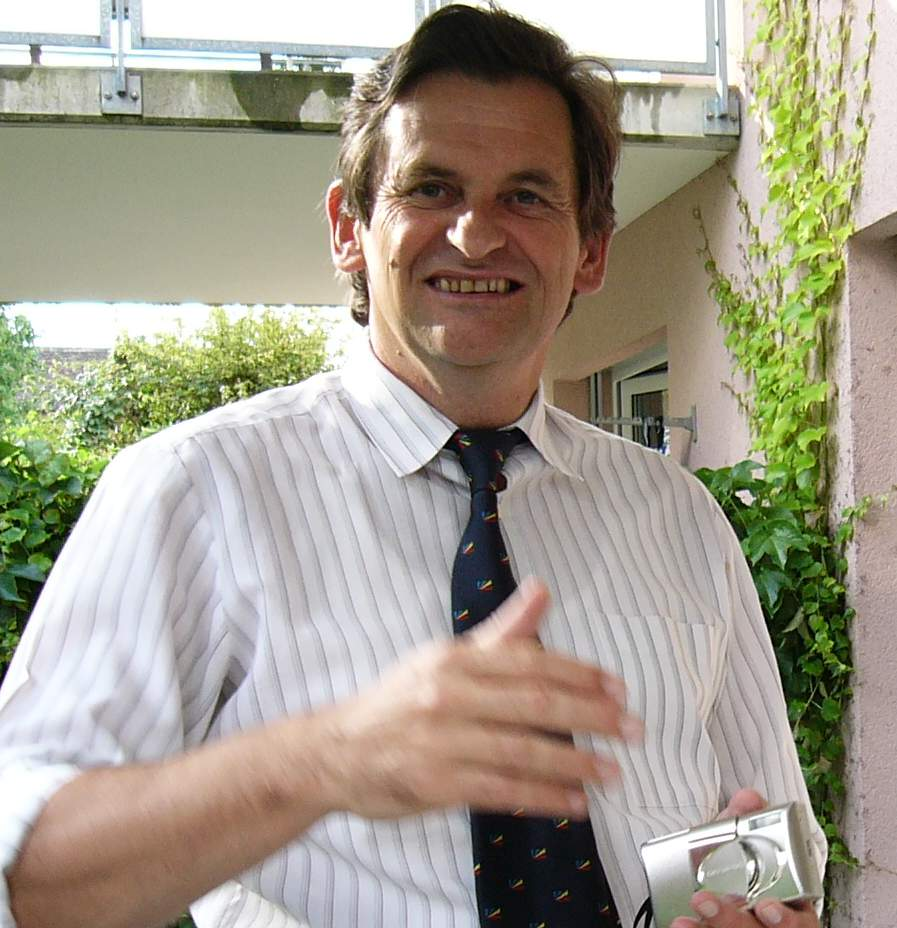
Max Rüdlinger (* 1949)

- Rudloff, August (1884–1966), Gewerkschafter, Buchenwaldhäftling, Kommunalpolitiker
- Rudloff, Carl Friedrich (1899–1962), deutscher Biologe und Obstbauwissenschaftler
- Rudloff, Carl-Hermann (1890–1949), deutscher Architekt
- Rudloff, Diether (1926–1989), deutscher Kunsthistoriker, Anthroposoph und Schriftsteller
- Rudloff, Ernst August (1712–1775), mecklenburgischer Rechtswissenschaftler und Politiker
- Rudloff, Ernst von (1928–2020), deutscher Architekt und Hochschullehrer
- Rudloff, Franz (1807–1891), deutscher Gutsbesitzer und Politiker
- Rudloff, Friedrich August von (1751–1822), mecklenburgischer Regierungsbeamter und Historiker
- Rudloff, Gregg (1955–2019), US-amerikanischer Toningenieur und Tontechniker
- Rudloff, Heinz (* 1949), deutscher Fußballspieler
- Rudloff, Johannes (1848–1934), deutscher Schiffbauingenieur und Hochschullehrer
- Rudloff, Johannes von (1897–1978), deutscher Geistlicher, römisch-katholischer Weihbischof und Bischofsvikar
- Rudloff, Karl Gustav von (1782–1871), deutscher Militärjurist und preußischer Generalmajor
- Rudloff, Leo von (1902–1982), deutscher Benediktiner, Abt der Dormitio-Abtei in Jerusalem
- Rudloff, Marcel (1923–1996), französischer Rechtsanwalt und Politiker, Bürgermeister von Straßburg
- Rudloff, Maria von (1899–1992), niederländisch-deutsche Kommunalpolitikerin (CDU)
- Rudloff, Tex (1926–2015), US-amerikanischer Tonmeister
- Rudloff, Wilfried (* 1960), deutscher Historiker
- Rudloff, Wilhelm August (1747–1823), deutscher Rechtswissenschaftler und hannoverscher Verwaltungsbeamter
- Rudloff, Wilhelm August von (1780–1854), deutscher Jurist, Legationsrat und Generalpostdirektor des Königreichs Hannover
- Rudloff-Hille, Gertrud (1900–1983), deutsche Kunst- und Theaterhistorikerin
- Rudloff-Schäffer, Cornelia (* 1957), deutsche Juristin, Präsidentin des DPMA

### Rudm
- Rudman, David (1943–2022), sowjetischer Judoka und Samboka
- Rudman, Shelley (* 1981), britische Skeletonfahrerin
- Rudman, Warren (1930–2012), US-amerikanischer Jurist und Politiker

### Rudn
- Rudnay, Alexander (1760–1831), Erzbischof von Esztergom
- Rudner, Ola (* 1953), schwedischer Violinist und Dirigent
- Rudner, Thomas (* 1961), deutscher Politiker (SPD)
- Rudņevs, Artjoms (* 1988), lettischer FußballspielerArtjoms Rudņevs (* 1988)

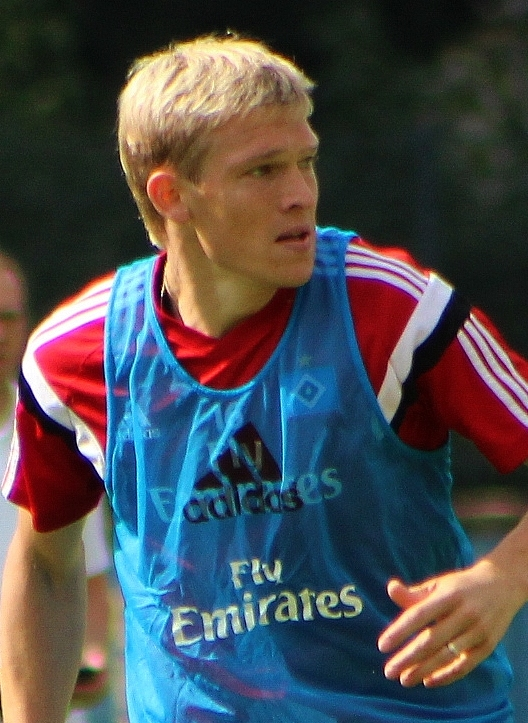
Artjoms Rudņevs (* 1988)

- Rudnew, Konstantin Nikolajewitsch (1911–1980), sowjetischer Politiker, Minister der UdSSR
- Rudnew, Lew Wladimirowitsch (1885–1956), russischer Architekt
- Rudnew, Waleri Jurjewitsch (* 1988), russischer Tennisspieler
- Rudnew, Wsewolod Fjodorowitsch (1855–1913), russischer Marineoffizier
- Rudnewa, Jewgenija Maximowna (1920–1944), sowjetische Bomberpilotin
- Rudnewa, Stefanida Dmitrijewna (1890–1989), russische bzw. sowjetische Choreografin
- Rudnick, Erwin (1920–1988), deutscher Polizist
- Rudnick, Franz (1931–2005), deutscher Schauspieler und Synchronsprecher
- Rudnick, Isadore (1917–1997), US-amerikaner Physiker
- Rudnick, Josef (1917–2009), deutscher Unternehmer und Politiker (CDU)
- Rudnick, Paul (* 1957), US-amerikanischer Autor und Drehbuchautor
- Rudnick, Paul Jakob, deutscher Schriftsteller
- Rudnick, Thomas (* 1965), deutscher Schauspieler
- Rudnick, Wilhelm (1850–1927), deutscher Kirchenmusiker und Komponist
- Rudnick, Zeev (* 1961), israelischer Mathematiker
- Rudnicka, Jadwiga (* 1931), polnischer Politiker, Mitglied des Sejm
- Rudnicki, Adolf (1909–1990), polnischer Schriftsteller und Essayist
- Rudnicki, Dariusz (* 1981), polnischer Radrennfahrer
- Rudnicki, Janusz (* 1956), polnischer Autor
- Rudnicki, John W. (* 1951), US-amerikanischer Ingenieurwissenschaftler
- Rudnicki, Léon (1873–1958), französischer Maler, Illustrator und Plakatkünstler
- Rudnicki, Marian Teofil (1888–1944), polnischer Dirigent und Komponist
- Rudnicki, Simon (1552–1621), Bischof von Ermland
- Rudnigger, Wilhelm (1921–1984), österreichischer Mundartdichter (Kärnten), Lyriker und Hörspielautor
- Rudnik, Barbara (1958–2009), deutsche SchauspielerinBarbara Rudnik (1958–2009)

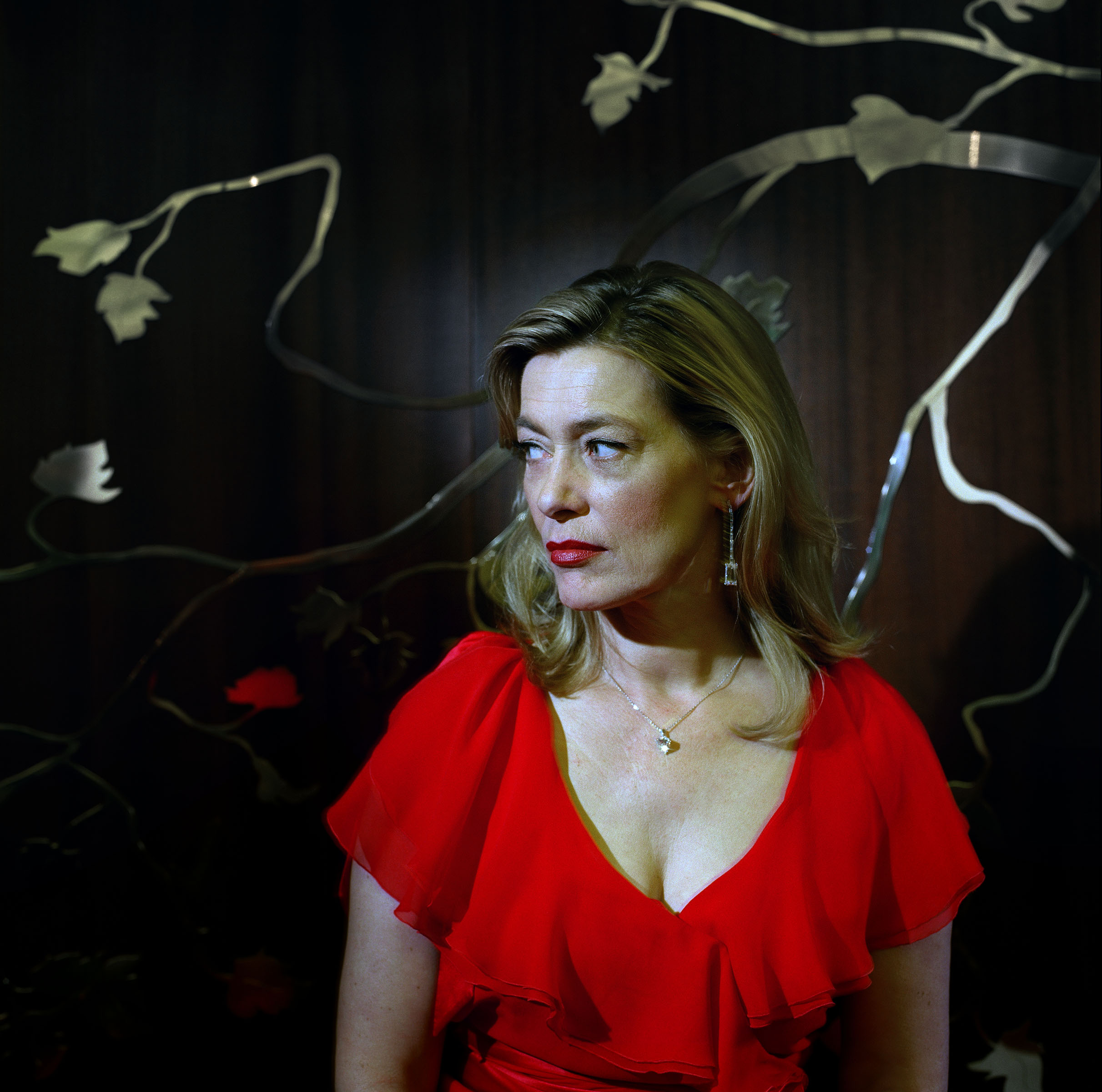
Barbara Rudnik (1958–2009)

- Rudnik, Eugeniusz (1932–2016), polnischer experimenteller Komponist, Vertreter der Akusmatik und Tontechniker
- Rudnitzki, Franz (1883–1972), deutscher Politiker (USPD, SPD), MdL
- Rudnizkaja, Jewgenija Lwowna (1920–2016), sowjetisch-russische Historikerin
- Rudnizkaja, Marija Leonidowna (1916–1983), sowjetische Malerin und Hochschullehrerin
- Rudnizki, Andrei Petrowitsch (* 1979), russischer Sprinter
- Rudnowa, Soja Nikolajewna (1946–2014), sowjetische Tischtennisspielerin
- Rudnytsky, Dorian (* 1944), US-amerikanischer Komponist und Cellist
- Rudnytzky, Leonid (1935–2024), US-amerikanisch-ukrainischer Literaturwissenschaftler
- Rudnyzka, Milena (1892–1976), ukrainische politische Aktivistin, Pädagogin, Journalistin und Schriftstellerin, polnische Parlamentsabgeordnete und Feministin
- Rudnyzkyj, Stepan (1877–1937), ukrainischer Geograph und Kartograf

### Rudo

#### Rudof
- Rudofsky, Bernard (1905–1988), österreichisch-US-amerikanischer Architekt

#### Rudoi
- Rudoi, Alexei Nikolajewitsch (1952–2018), russischer Geograph

#### Rudol
- Rudol, Maciej (* 1993), polnischer Beachvolleyballspieler

##### Rudolf
- Rudolf, Bischof von Basel
- Rudolf († 1149), Bischof von Halberstadt
- Rudolf († 1454), Herzog von Sagan, Söldnerführer des Deutschen Ordens
- Rudolf (1320–1346), Herzog von OberlothringenRudolf (1320–1346)

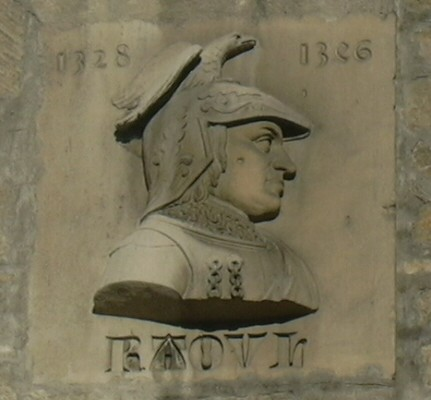
Rudolf (1320–1346)

- Rudolf (1576–1621), Fürst von Anhalt-Zerbst
- Rudolf August (1627–1704), Herzog von BraunschweigRudolf August (1627–1704)

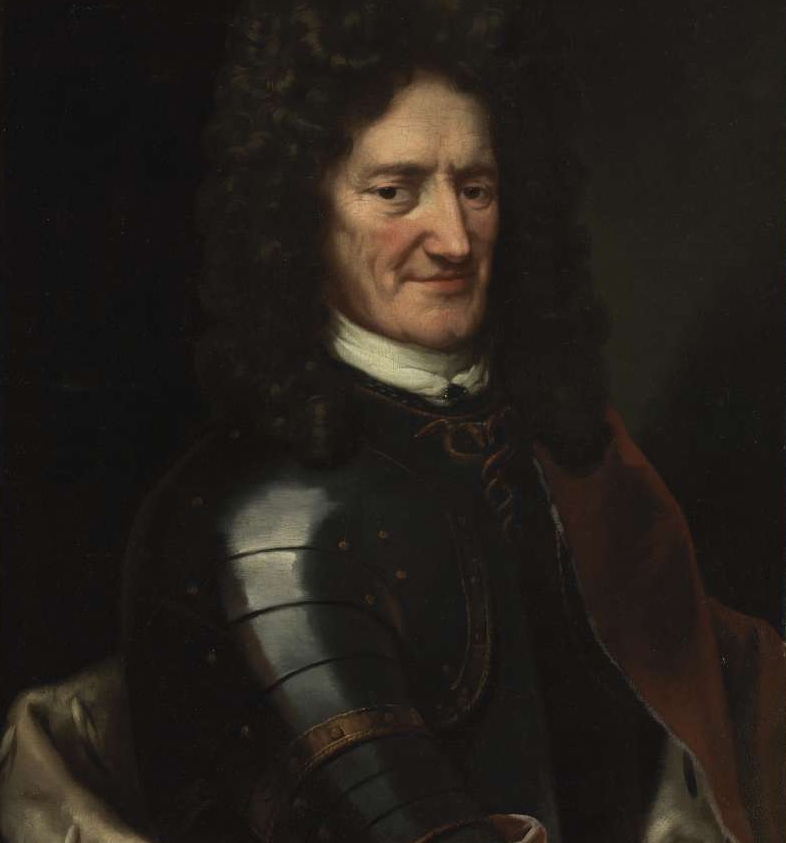
Rudolf August (1627–1704)

- Rudolf Brisebarre, Herr von Blanchegarde
- Rudolf Christian (1602–1628), Graf von Ostfriesland (1625–1628)
- Rudolf Hesso († 1335), Markgraf von Baden
- Rudolf I. († 912), König von Hochburgund
- Rudolf I. († 926), Graf von Ostrevant, Vexin, Amiens und Valois
- Rudolf I. († 1101), Abt des Klosters Einsiedeln
- Rudolf I. († 1124), Markgraf der sächsischen Nordmark, Graf von Stade
- Rudolf I. († 1191), Graf von Clermont-en-Beauvaisis, Connétable von Frankreich
- Rudolf I. († 1262), römisch-katholischer Bischof
- Rudolf I. († 1277), Graf von Tübingen in Herrenberg und Vogt von Sindelfingen
- Rudolf I. († 1313), Markgraf von Hachberg-Sausenberg
- Rudolf I. († 908), Bischof von Würzburg (892–908)
- Rudolf I., Graf aus dem Geschlecht der Habsburger
- Rudolf I. (1085–1152), Graf von Valois und Vermandois
- Rudolf I. († 1219), Pfalzgraf von Tübingen; Begründer des Klosters Bebenhausen
- Rudolf I. (1218–1291), römisch-deutscher König und Graf von HabsburgRudolf I. (1218–1291)

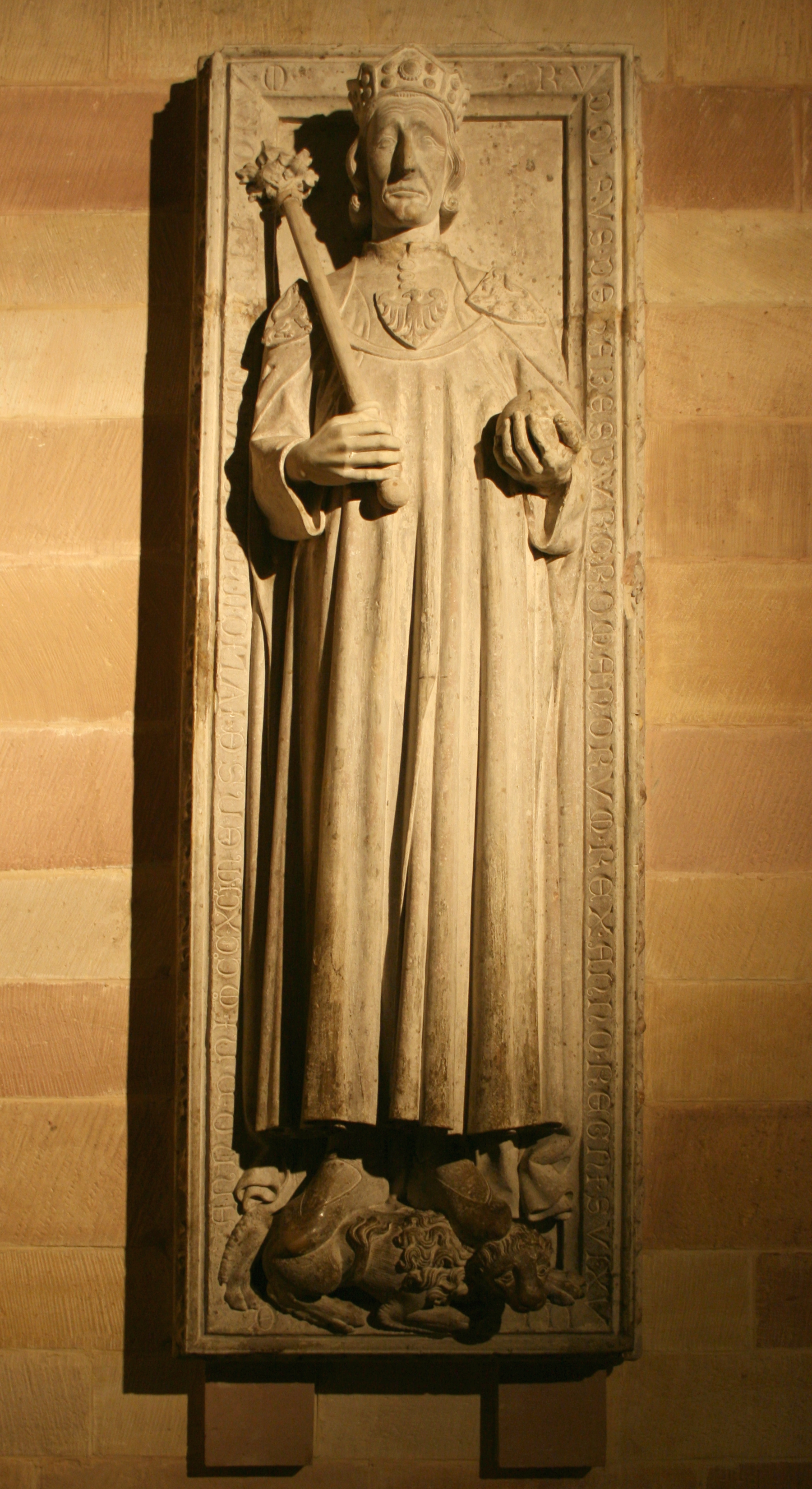
Rudolf I. (1218–1291)

- Rudolf I. († 1288), Markgraf von Baden
- Rudolf I. (1274–1319), Herzog von Oberbayern und Pfalzgraf bei Rhein
- Rudolf I. († 1307), König von Böhmen, Herzog von Österreich und Steiermark
- Rudolf I. († 1356), Herzog und Kurfürst von Sachsen
- Rudolf I. von Admont, Abt des Klosters Admont (1171–1172)
- Rudolf I. von Eu († 1219), Graf von Eu, Herr von Issoudun
- Rudolf I. von Praunheim, Ritter
- Rudolf I. von Verden († 1205), Bischof von Verden
- Rudolf I. von Walsee († 1405), Landeshauptmann der Steiermark, Landmarschall von Niederösterreich
- Rudolf II., Graf von Ziegenhain
- Rudolf II. († 917), Bischof von Basel
- Rudolf II. († 943), Graf von Vexin, Amiens und Valois
- Rudolf II. († 1144), Graf von Stade, Dithmarschen und Freckleben und Markgraf der Nordmark
- Rudolf II. († 1171), Abt des Klosters Einsiedeln
- Rudolf II. († 1232), Graf von Habsburg, Herr zu Laufenburg, Zurichgau und Aargau und Landgraf im Elsass
- Rudolf II. († 1247), Pfalzgraf von Tübingen
- Rudolf II. († 1295), Markgraf von Baden
- Rudolf II., Graf von Werdenberg-Sargans aus dem Geschlecht der Pfalzgrafen von Tübingen
- Rudolf II. († 937), König von Hochburgund, König von Italien, Gegenkönig in Frankreich
- Rudolf II., Graf von Vermandois und Valois
- Rudolf II. (1270–1290), Herzog von Österreich und der Steiermark aus dem Haus Habsburg
- Rudolf II. (1276–1316), Graf von Tübingen in Herrenberg
- Rudolf II. (1301–1352), Markgraf von Hachberg-Sausenberg
- Rudolf II. (1306–1353), Pfalzgraf bei Rhein
- Rudolf II. († 1370), Kurfürst von Sachsen
- Rudolf II. (1552–1612), Kaiser des Heiligen Römischen Reichs, König von Böhmen und UngarnRudolf II. (1552–1612)

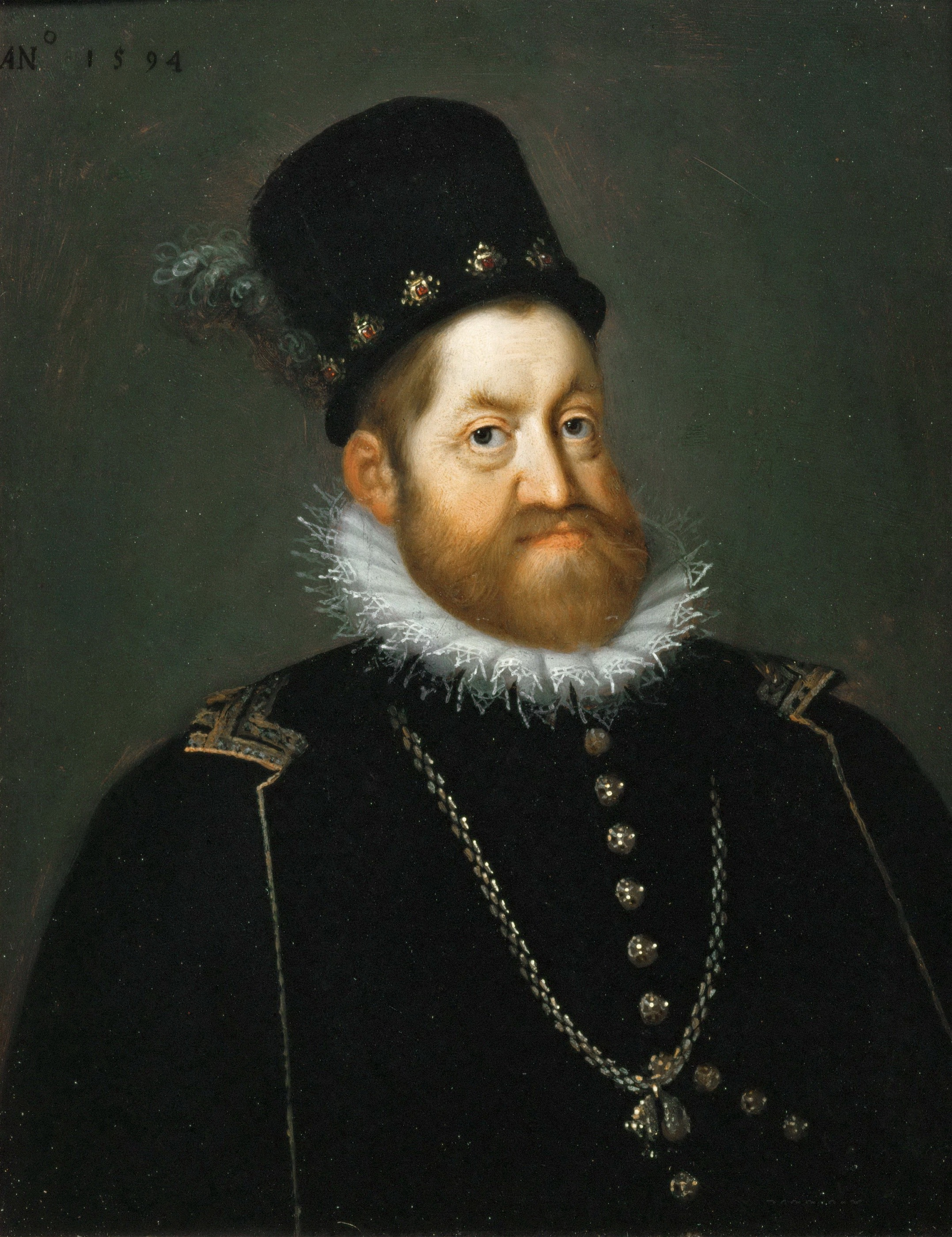
Rudolf II. (1552–1612)

- Rudolf II. Rühle († 1367), Bischof von Verden
- Rudolf II. von Admont († 1199), salzburgischer römisch-katholischer Geistlicher
- Rudolf II. von Anhalt († 1365), Domherr im Bistum Magdeburg und Bischof von Schwerin
- Rudolf II. von Eu († 1246), Graf von Eu, Herr von Issoudun
- Rudolf II. von Laon, Bischof von Laon
- Rudolf II. von Montfort († 1302), Graf von Montfort-Feldkirch, Begründer der Feldkircher Linie der Pfalzgrafen von Tübingen
- Rudolf II. von Scherenberg († 1495), Fürstbischof von WürzburgRudolf II. von Scherenberg († 1495)

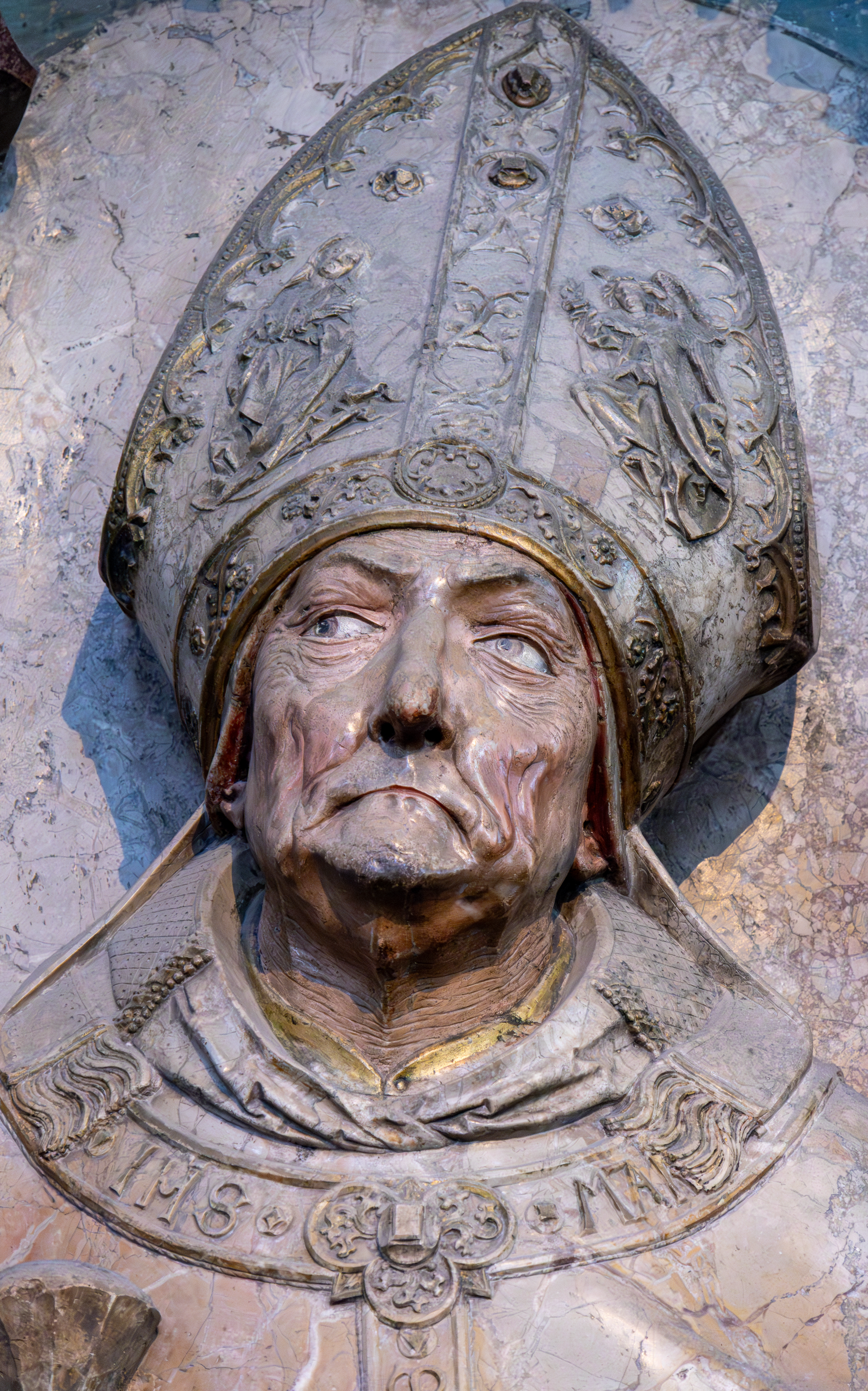
Rudolf II. von Scherenberg († 1495)

- Rudolf II. von Werdenberg-Rheineck, Graf von Werdenberg-Heiligenberg
- Rudolf III. († 1249), Graf von Laufenburg, zweiter Sohn Rudolfs II. von Habsburg
- Rudolf III. († 1032), König von Burgund
- Rudolf III. (1270–1314), Graf von Habsburg-Laufenburg, Herr von Laufenburg und Neu-Rapperswil
- Rudolf III. (1343–1428), Markgraf von Hachberg-Sausenberg
- Rudolf III. († 1419), Kurfürst von Sachsen-Wittenberg
- Rudolf III. von Montfort († 1334), Bischof von Chur (1322–1325) und Konstanz (1322–1334)
- Rudolf III. von Nidau († 1339), Graf von Neuenburg-Nidau
- Rudolf III. von Praunheim († 1413), Schultheiß von Frankfurt am Main
- Rudolf III. von Sulz († 1431), Landgraf der Landgrafschaft Klettgau
- Rudolf IV. († 1348), Markgraf von Baden
- Rudolf IV. († 1074), Graf von Valois, Crépy, Vitry, Amiens und Vexin
- Rudolf IV. (1270–1343), Graf von Neuenburg
- Rudolf IV. († 1383), Graf von Habsburg-Laufenburg, Landgraf im Sisgau und Klettgau, 1373 auch in Tirol, Landvogt in Schwaben und Oberelsaß
- Rudolf IV. (1339–1365), Herzog von ÖsterreichRudolf IV. (1339–1365)

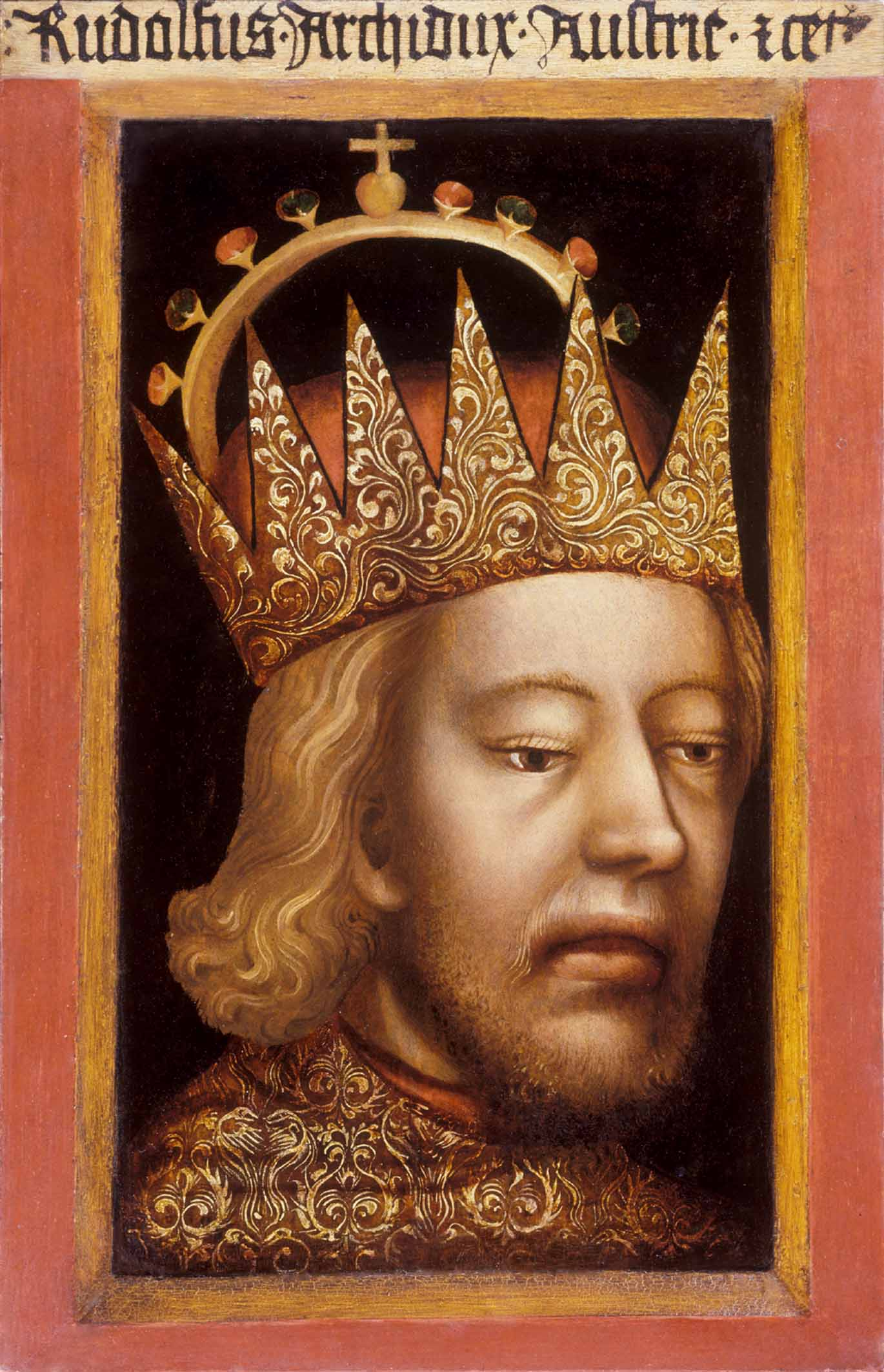
Rudolf IV. (1339–1365)

- Rudolf IV. († 1487), Markgraf von Hachberg-Sausenberg
- Rudolf IV. († 1510), Fürst von Anhalt-Bernburg
- Rudolf IV. von Nidau († 1375), Graf von Neuenburg-Nidau
- Rudolf IV. von Praunheim-Sachsenhausen, Adeliger
- Rudolf IV. von Sulz (1559–1620), Landgraf im Klettgau
- Rudolf Maximilian von Sachsen-Lauenburg (1596–1647), Obrist im Dreißigjährigen Krieg
- Rudolf V. († 1361), Markgraf von Baden
- Rudolf V. von Sulz (1478–1535), Landgraf im Klettgau, Graf von Vaduz, Schellenberg und Blumenegg, Reichserbhofrichter zu Rottweil, Kaiserlicher Rat, Statthalter der Vorlande und Landvogt im Elsass
- Rudolf VI. († 1372), Markgraf von Baden
- Rudolf VII. († 1391), Markgraf von Baden
- Rudolf von Anhalt († 1406), Bischof von Halberstadt
- Rudolf von Baden (1481–1532), Domherr in Mainz, Köln, Straßburg und Augsburg
- Rudolf von Batrun, Herr von Batrun
- Rudolf von Bern († 1294), Schweizer Kind, für dessen Tod Juden als angebliche Ritualmörder verantwortlich gemacht wurdenRudolf von Bern († 1294)

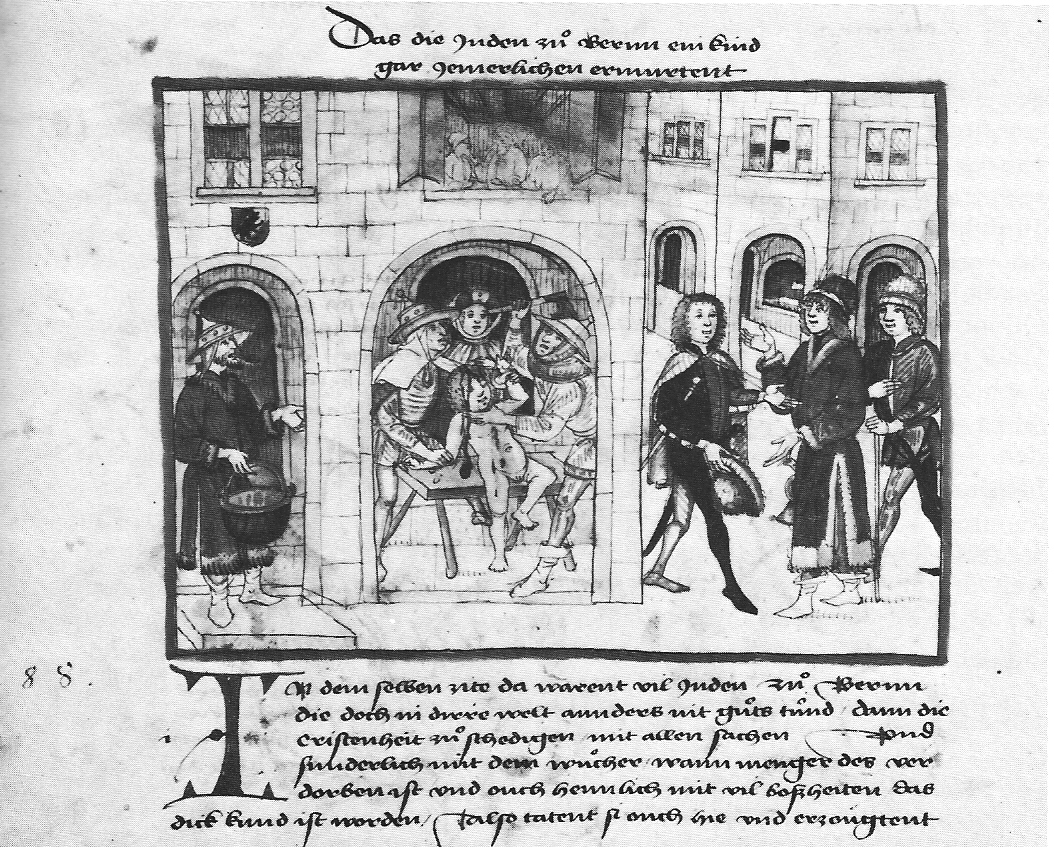
Rudolf von Bern († 1294)

- Rudolf von Braunschweig-Wolfenbüttel (1602–1616), Prinz von Braunschweig-Wolfenbüttel, Bischof von Halberstadt
- Rudolf von Burgund († 936), Herzog von Burgund, König von Frankreich
- Rudolf von der Planitz († 1427), deutscher Geistlicher, Bischof von Meißen (1411–1427)
- Rudolf von Diepholz († 1455), deutscher römisch-katholischer Bischof
- Rudolf von Dingelstädt († 1260), Erzbischof von Magdeburg (1253–1260)
- Rudolf von Elbing († 1331), Priester im Deutschen Orden, Kaplan des Hochmeisters Karl von Trier und Bischof von Pomesanien
- Rudolf von Ems, deutscher Epiker des Mittelalters
- Rudolf von Fulda († 865), Mönch
- Rudolf von Habsburg-Laufenburg († 1293), Bischof von Konstanz
- Rudolf von Hoheneck († 1290), Erzbischof von Salzburg
- Rudolf von Homburg († 1122), Bischof in Basel
- Rudolf von Löwenstein, Graf von Löwenstein
- Rudolf von Löwenstein (Domherr), Graf von Löwenstein
- Rudolf von Mecklenburg-Stargard († 1415), römisch-katholischer Bischof
- Rudolf von Nebra († 1359), Bischof von Naumburg
- Rudolf von Neuenburg, Minnesänger
- Rudolf von Österreich-Ungarn (1858–1889), Thronfolger von Österreich-UngarnRudolf von Österreich-Ungarn (1858–1889)

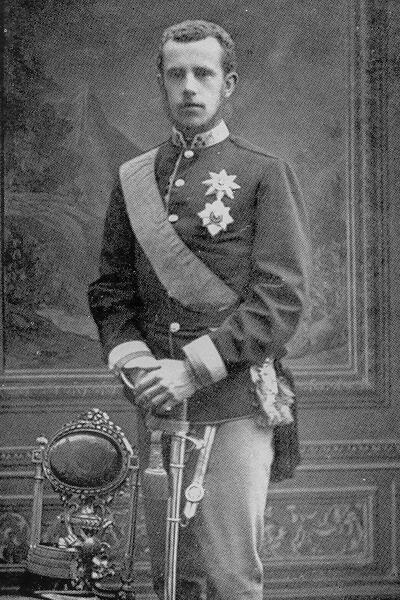
Rudolf von Österreich-Ungarn (1858–1889)

- Rudolf von Pfullendorf († 1181), Graf von Ramsperg, Pfullendorf, Bregenz, Lindau und Vogt von Sankt Gallen
- Rudolf von Rheinfelden († 1080), Herzog von Schwaben, Gegenkönig im Heiligen Römischen Reich
- Rudolf von Rotenburg, mittelhochdeutscher Dichter
- Rudolf von Rothweil († 1179), Bischof von Straßburg
- Rudolf von Rüdesheim (1402–1482), Bischof von Lavant; Fürstbischof von Breslau
- Rudolf von Sachsenhausen († 1371), Burggraf von Friedberg, Schultheiß von Frankfurt am Main
- Rudolf von Saint-Omer († 1219), Titularfürst von Galiläa, Seneschall von Jerusalem
- Rudolf von St. Trond († 1138), wallonischer Benediktinermönch, Geistlicher, Musikwissenschaftler und Komponist
- Rudolf von Stolberg († 1372), deutscher Geistlicher
- Rudolf von Stralow, Ritter, Namensgeber des Berliner Stadtteils Stralau
- Rudolf von Werl, Graf im Groningerland
- Rudolf von Zähringen († 1191), Erzbischof von Mainz; Bischof von Lüttich
- Rudolf, Alfred (1877–1955), Schweizer Jurist und Politiker
- Rudolf, Anna (* 1987), ungarische Schachspielerin
- Rudolf, Arne (* 1990), deutscher Schauspieler
- Rudolf, Beate (* 1964), deutsche Juristin, Direktorin des Deutschen Instituts für Menschenrechte
- Rudolf, Bert (1905–1992), österreichischer Komponist
- Rudolf, Christian (* 1965), deutscher Schauspieler, Moderator, Sänger und SynchronsprecherChristian Rudolf (* 1965)

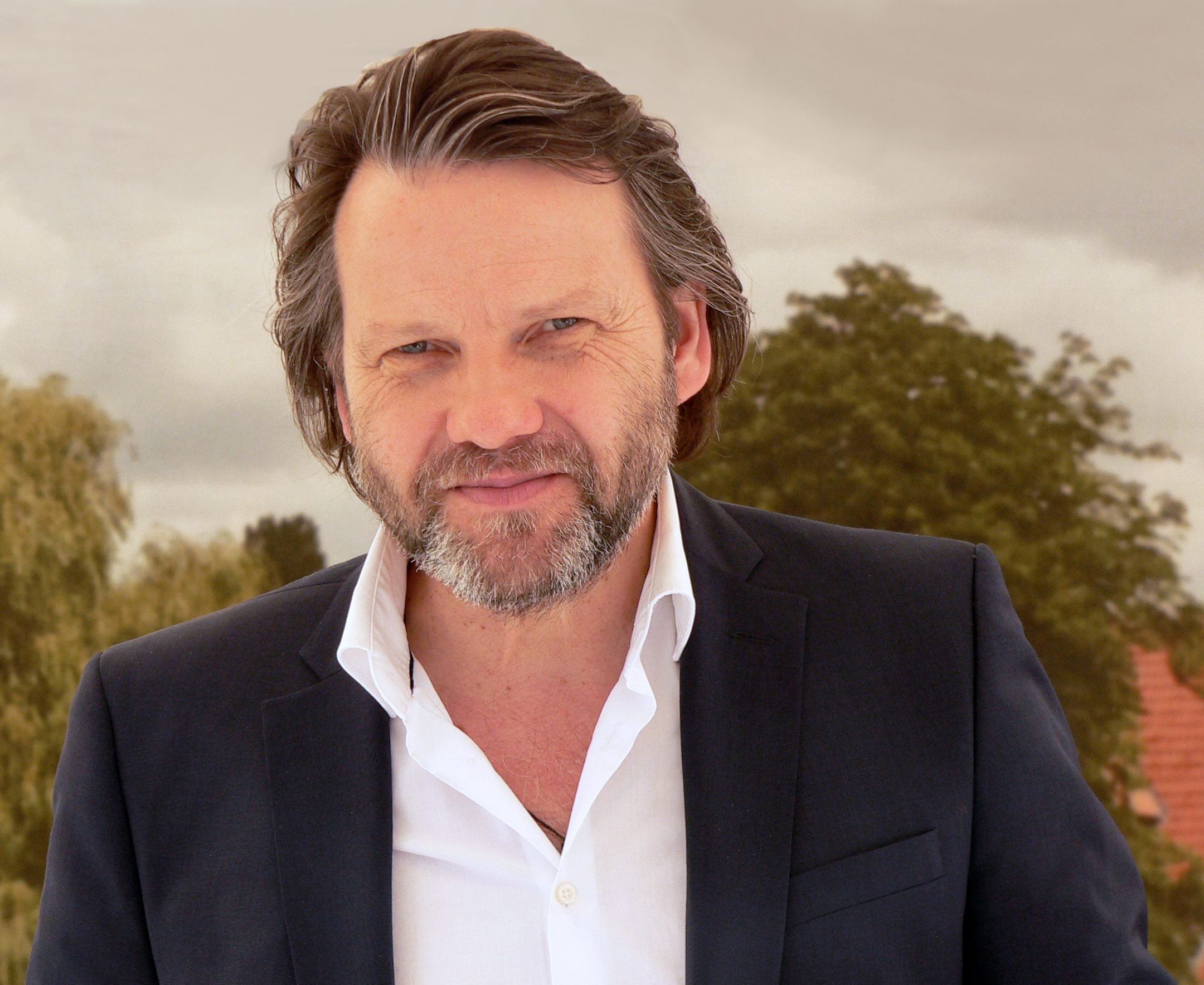
Christian Rudolf (* 1965)

- Rudolf, Christine (* 1965), deutsche Politikerin (SPD), MdL
- Rudolf, Dieter (* 1952), deutscher Fußballspieler
- Rudolf, Eduard (1922–2011), deutscher Lehrer
- Rudolf, Franz (1896–1988), deutscher Jurist und Politiker (Zentrum)
- Rudolf, Gerd (* 1939), deutscher Psychiater, Psychosomatiker und Psychoanalytiker
- Rudolf, Gergely (* 1985), ungarischer Fußballspieler
- Rudolf, Germar (* 1964), deutscher verurteilter Holocaustleugner
- Rudolf, Hans Ulrich (* 1943), deutscher Historiker und Hochschullehrer
- Rudolf, Heinrich Karl, böhmischer Klempner und Unternehmer
- Rudolf, Hermann (* 1960), deutscher Fußballspieler
- Rudolf, Jean-Baptiste (1824–1893), elsässischer Bürgermeister und Landesausschusmitglied
- Rudolf, Johann Rudolf († 1718), Schweizer Theologe
- Rudolf, Johannes (* 1951), deutscher Politiker (CDU), MdA
- Rudolf, Joseph (1847–1935), elsässischer Landwirt und Landtagsabgeordneter
- Rudolf, Karl (1886–1964), Theologe, Domkapitular, Prälat und Gründer des Österreichischen Seelsorgeinstituts
- Rudolf, Kevin (* 1983), US-amerikanischer Pop-Rocksänger und RapperKevin Rudolf (* 1983)

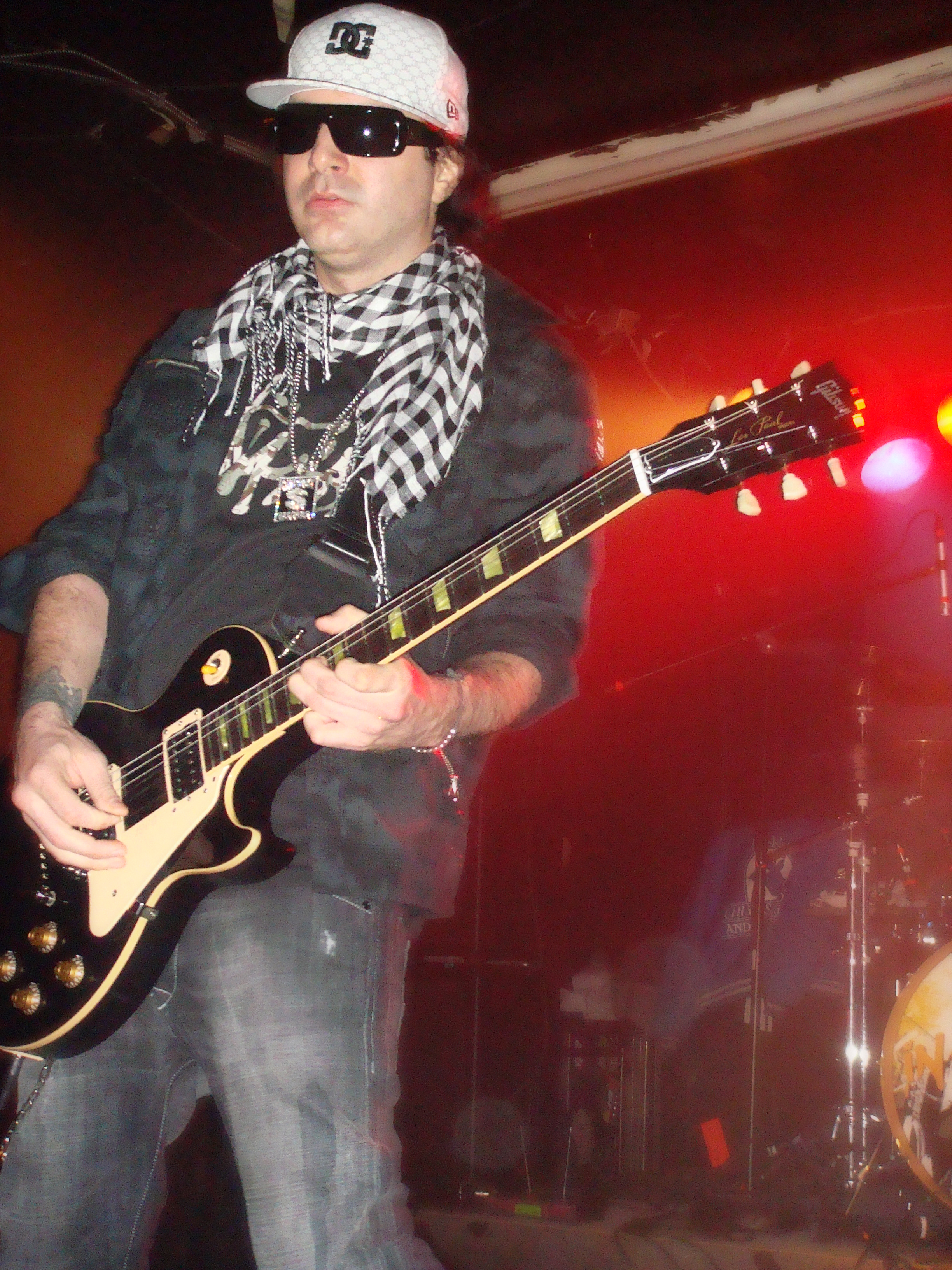
Kevin Rudolf (* 1983)

- Rudolf, Kinga (* 1979), polnische Badmintonspielerin
- Rudolf, Leopold (1911–1978), österreichischer Schauspieler
- Rudolf, Lorenz (* 1995), deutscher Volleyballspieler
- Rudolf, Maria (1926–2012), italienische Widerstandskämpferin gegen den Nationalsozialismus und Überlebende des KZ Auschwitz
- Rudolf, Markus (* 1966), deutscher Wirtschaftswissenschaftler
- Rudolf, Max (* 1891), Schweizer Ruderer
- Rudolf, Max (1902–1995), US-amerikanischer Dirigent, Musikpädagoge und Musikwissenschaftler
- Rudolf, Michael (1961–2007), deutscher Schriftsteller, Bierexperte und Verleger
- Rudolf, Michaela (* 1972), österreichische Triathletin
- Rudolf, Nicolas (* 2001), österreichischer Badmintonspieler
- Rudolf, Niklas (* 1996), deutscher Volleyball- und Beachvolleyballspieler
- Rudolf, Paul (1892–1956), Schweizer Ruderer
- Rudolf, Peter (* 1958), deutscher Politikwissenschaftler
- Rudolf, Petra (* 1957), Festkörperphysikerin
- Rudolf, Petra (* 1967), österreichische Fernsehmoderatorin
- Rudolf, Robert (1884–1932), Schweizer Bildhauer und Plastiker
- Rudolf, Stefan (* 1974), deutscher Schauspieler
- Rudolf, Walter (1931–2020), deutscher Jurist, Rechtswissenschaftler und Datenschutzbeauftragter des Landes Rheinland-Pfalz
- Rudolf, Willi (* 1944), deutscher Unternehmer und Lokalpolitiker
- Rudolf, Žan (* 1993), slowenischer Leichtathlet
- Rudolff, Christoph, deutscher Mathematiker
- Rudolfi, Peter (1793–1852), österreichischer Stadtbaumeister und Politiker, Landtagsabgeordneter

##### Rudoll
- Rudoll, Margarete (1906–1979), deutsche Politikerin (SPD), MdB

##### Rudolp
- Rudolph (1664–1707), Graf zu Lippe-Brake
- Rudolph von Österreich (1788–1831), österreichischer Erzherzog, katholischer Erzbischof von Olmütz und KardinalRudolph von Österreich (1788–1831)

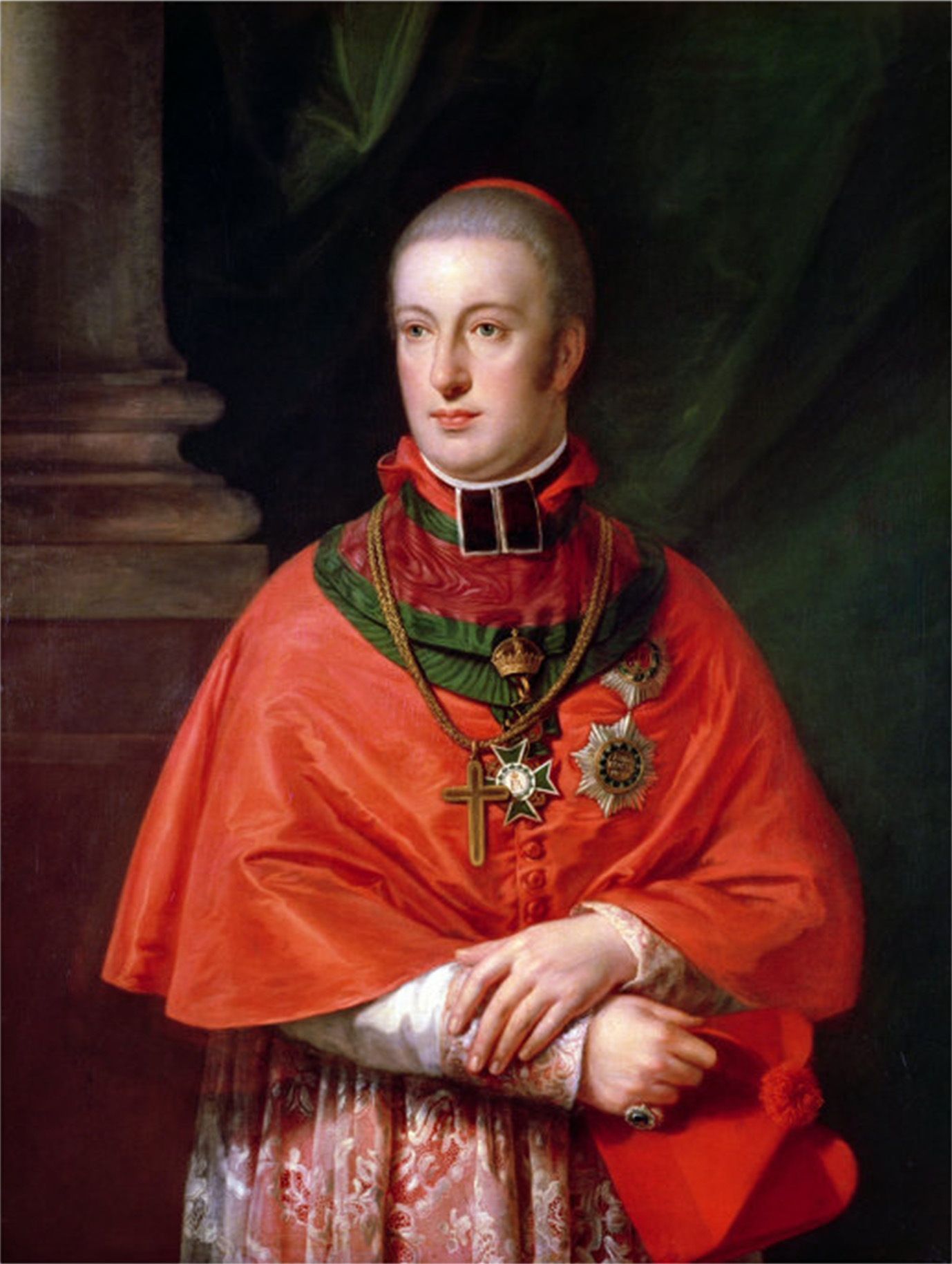
Rudolph von Österreich (1788–1831)

- Rudolph, Adam (* 1955), US-amerikanischer Jazzmusiker und Komponist
- Rudolph, Adeline (* 1995), deutsch-koreanische Schauspielerin und Model
- Rudolph, Alan (* 1943), US-amerikanischer Filmregisseur und Drehbuchautor
- Rudolph, Albert (1875–1944), deutscher Politiker (SPD)
- Rudolph, Albert (* 1901), deutscher Wirtschaftsgeograph und Hochschullehrer
- Rudolph, Amalie (* 1876), deutsche Politikerin (SPD)
- Rudolph, Amy (* 1973), US-amerikanische Langstreckenläuferin
- Rudolph, Andre (* 1975), deutscher Autor
- Rudolph, Andreas (1601–1679), deutscher Baumeister, Architekt, Bibliothekar und Mathematiker
- Rudolph, Andreas (* 1955), deutscher Handballspieler und -funktionär
- Rudolph, Anna (* 1978), deutsche Schachspielerin
- Rudolph, Annet (* 1964), deutsche Kinderbuch-Illustratorin
- Rudolph, Armin (1958–2023), deutscher Bibliothekar, Archäologe und Bodendenkmalpfleger
- Rudolph, Arthur (1874–1950), Eisenbahnarbeiter und Abgeordneter
- Rudolph, Arthur (1885–1959), deutscher Maler und Grafiker
- Rudolph, Arthur (1906–1996), deutscher RaketeningenieurArthur Rudolph (1906–1996)

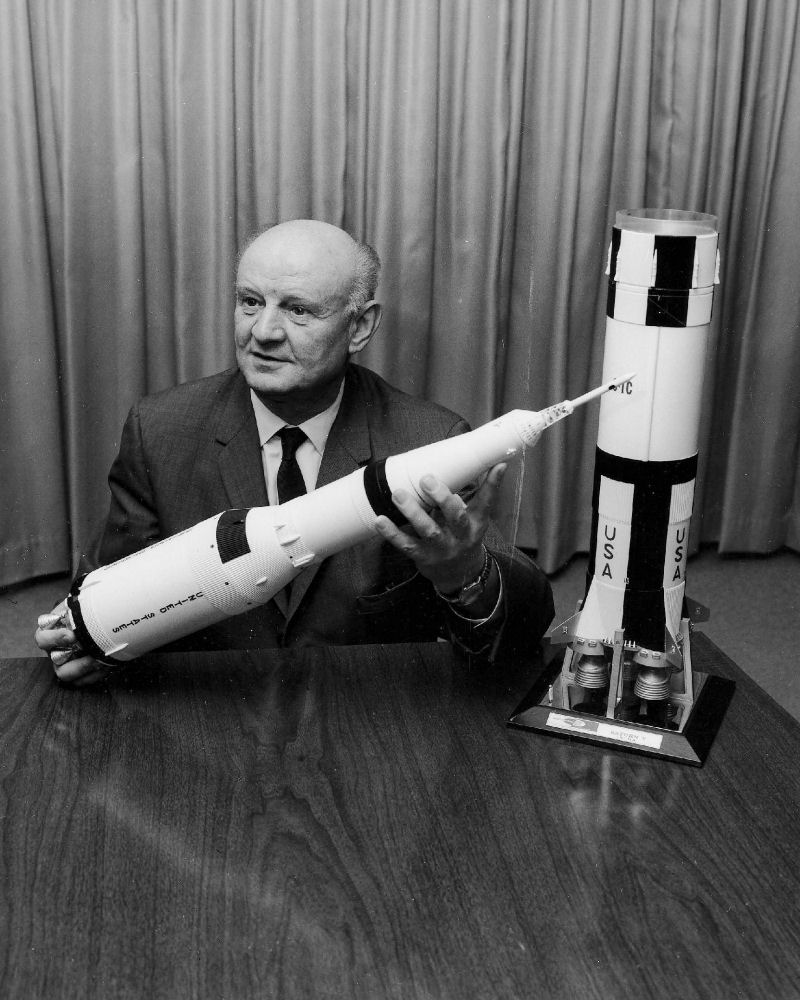
Arthur Rudolph (1906–1996)

- Rudolph, August Friedrich Wilhelm (1771–1826), deutscher Pädagoge
- Rudolph, Axel (1893–1944), deutscher Schriftsteller
- Rudolph, Bernd (* 1944), deutscher Finanzwissenschaftler und Hochschullehrer
- Rudolph, Bernd (* 1962), deutscher Politiker (BSW), MdL Sachsen
- Rudolph, Bernhard (1876–1960), deutscher Jurist und Politiker, MdL Hannover
- Rudolph, Bruno (1938–2021), deutscher Fußballspieler
- Rudolph, Carl (1841–1915), deutscher Verwaltungsjurist
- Rudolph, Carl (1891–1955), deutscher Reformpädagoge und Opfer des NS- sowie DDR-Regimes
- Rudolph, Caspar (1501–1561), deutscher Philosoph, Schulmann und Hochschullehrer
- Rudolph, Céline (* 1969), deutsche Jazzsängerin
- Rudolph, Charlotte (1896–1983), deutsche Fotografin
- Rudolph, Christian (* 1949), deutscher Leichtathlet
- Rudolph, Christian (* 1965), deutscher Karambolagespieler und Dreibandweltmeister
- Rudolph, Christian (* 1988), deutscher Pokerspieler
- Rudolph, Christin-Désirée (* 1966), deutsche Schriftstellerin
- Rudolph, Claude-Oliver (* 1956), deutscher Schauspieler, Produzent, Drehbuchautor und FilmregisseurClaude-Oliver Rudolph (* 1956)

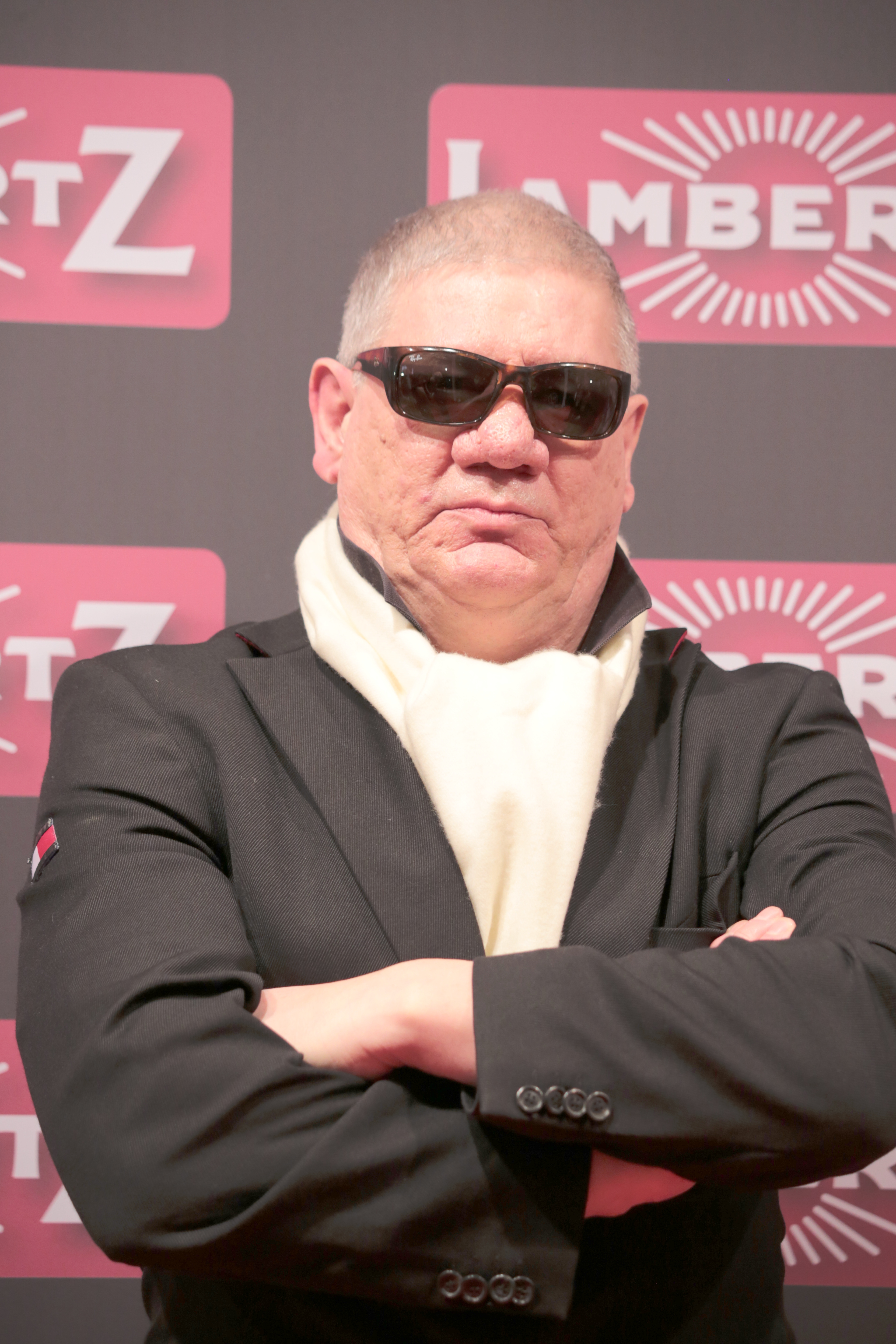
Claude-Oliver Rudolph (* 1956)

- Rudolph, Colin (* 2006), deutscher Bahnradsportler
- Rudolph, Conrad (* 1951), US-amerikanischer Kunsthistoriker
- Rudolph, Cuno Hugo (1860–1932), US-amerikanischer Politiker
- Rudolph, Daniel Jay (1949–2010), US-amerikanischer Mathematiker
- Rudolph, Dieter (1930–2001), deutscher Kunsterzieher und Maler
- Rudolph, Dieter Paul (1955–2017), deutscher Kriminalschriftsteller, Herausgeber und Literaturwissenschaftler
- Rudolph, Dietmar (1941–2022), deutscher Rundfunktechniker und Hochschullehrer
- Rudolph, Dirk (* 1964), deutscher Fotograf und Grafiker
- Rudolph, Dorothea (* 1917), deutsche Fotografin
- Rudolph, Eddie (1941–2009), US-amerikanischer Eisschnellläufer
- Rudolph, Ehrenfried (* 1935), deutscher Radrennfahrer
- Rudolph, Eleonore (1923–2021), deutsche Politikerin (CDU), MdHB
- Rudolph, Enno (* 1945), deutscher Philosoph und Hochschullehrer
- Rudolph, Eric (* 1966), US-amerikanischer Attentäter, verübte mehrere Bombenanschläge, darunter auf die Olympischen Spiele 1996 in Atlanta
- Rudolph, Ernst (1918–1986), deutscher Karambolagespieler
- Rudolph, Fréderic (* 1899), belgischer Eishockeyspieler
- Rudolph, Georg August (1816–1893), deutscher Verwaltungsjurist; Oberbürgermeister von Marburg
- Rudolph, Georg Gottfried (1778–1840), deutscher Diener und Privatsekretär
- Rudolph, Gerhard (1916–2001), deutscher Medizin- und Pharmaziehistoriker und Hochschullehrer
- Rudolph, Gerhard (* 1924), deutscher Fußballspieler
- Rudolph, Günter (* 1954), deutscher Augenarzt mit der Zusatzbezeichnung Medizinische Genetik
- Rudolph, Günter (* 1956), deutscher Politiker (SPD) und Abgeordneter des Hessischen Landtags
- Rudolph, Günther (1929–2017), deutscher Ökonom und Soziologe
- Rudolph, Hans (1905–1993), deutscher Maler und Grafiker
- Rudolph, Hans (1907–1980), deutscher Althistoriker
- Rudolph, Hans (1911–1975), deutscher Maler und Grafiker
- Rudolph, Hans Christian (1943–2014), deutscher Schauspieler
- Rudolph, Hans-Georg (1908–1987), deutscher Schauspieler und Regisseur
- Rudolph, Harriet (* 1966), deutsche Historikerin
- Rudolph, Hedwig (* 1941), deutsche Wirtschaftswissenschaftlerin
- Rudolph, Heinz (1912–2002), deutscher Wirtschaftswissenschaftler und Politiker (CDU), Sozialminister in Niedersachsen
- Rudolph, Heinz (1922–2001), deutscher Politiker (DP, CDU, NPD), MdL
- Rudolph, Helmut (1906–1981), deutscher Maler und Grafiker
- Rudolph, Helmut (1908–1999), deutscher Tänzer, Zeichner und Kostümbildner
- Rudolph, Helmuth (1900–1971), deutscher Schauspieler
- Rudolph, Hermann (1846–1924), deutscher Architekt
- Rudolph, Hermann (1865–1946), deutscher Lehrer und Theosoph
- Rudolph, Hermann (* 1939), deutscher Journalist
- Rudolph, Ina (* 1969), deutsche Schauspielerin und AutorinIna Rudolph (* 1969)

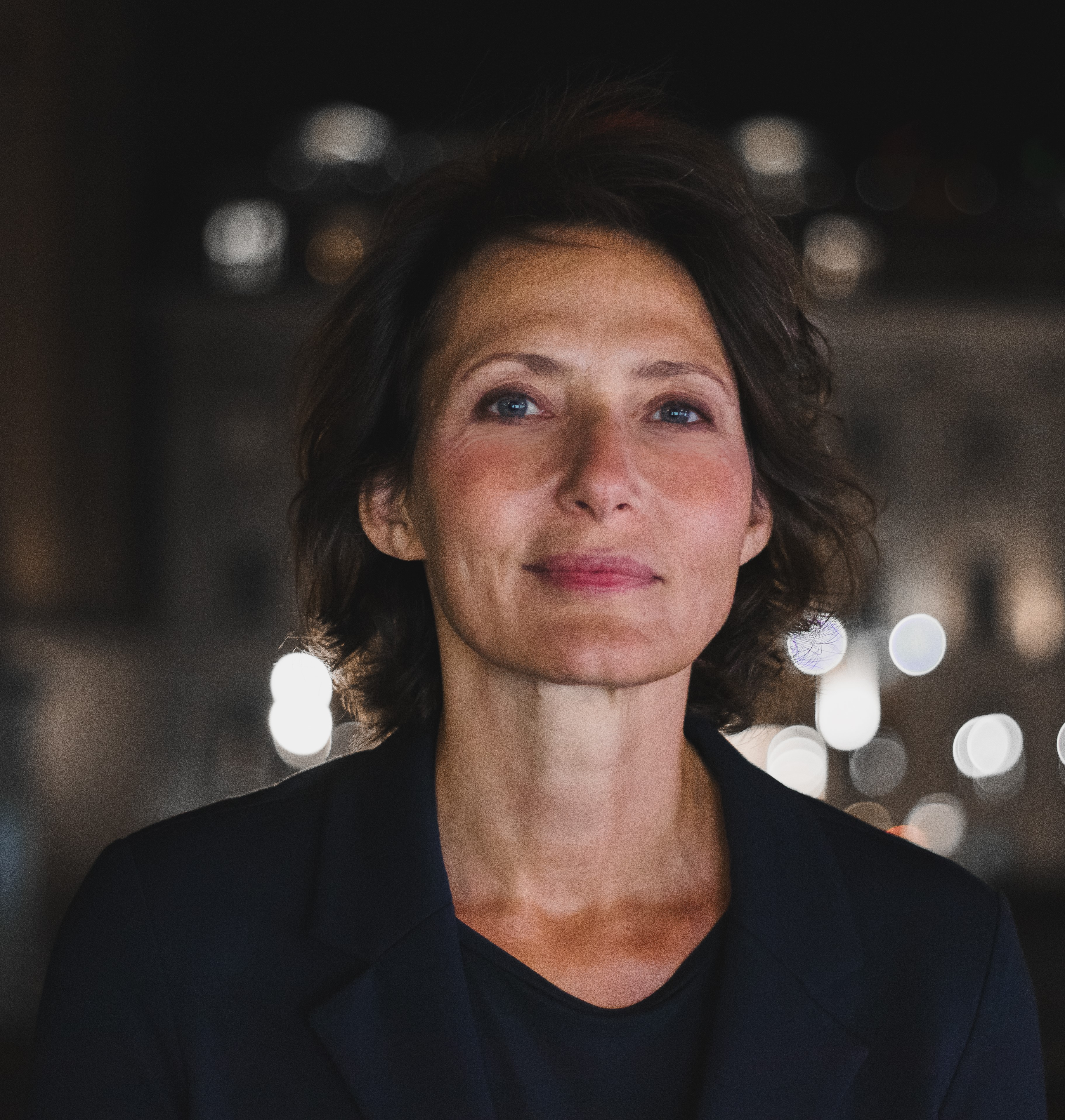
Ina Rudolph (* 1969)

- Rudolph, Inge (* 1957), deutsche Juristin, Richterin am Bundesverwaltungsgericht
- Rudolph, Insa (* 1978), deutsche Musikerin, Singer-Songwriterin und Komponistin
- Rudolph, Iris (* 1961), deutsche Ruderin
- Rudolph, Joachim (1936–1993), deutscher Chemiker, Redakteur und Schriftsteller
- Rudolph, Joachim (1938–2025), deutscher Fluchthelfer
- Rudolph, Johann Christoph (1723–1792), deutscher Rechtswissenschaftler und Hochschullehrer
- Rudolph, Johann Heinrich (1744–1809), deutsch-russischer Botaniker und Mediziner
- Rudolph, Johann Philipp Julius (1729–1797), deutscher Mediziner und Hochschullehrer
- Rudolph, Johannes (1870–1910), deutscher Politiker (NLP) und Amtsrichter
- Rudolph, Jörg-Meinhard (* 1951), deutscher Sinologe
- Rudolph, Julius (1857–1915), deutscher Schauspieler und Theaterbesitzer und -leiter
- Rudolph, Karl (1881–1937), österreichischer Botaniker und Hochschullehrer
- Rudolph, Karl Lenhard (* 1969), deutscher Alternsforscher
- Rudolph, Karlheinz (1923–1994), deutscher Journalist und Fernsehmoderator
- Rudolph, Karsten (* 1962), deutscher Historiker und Politiker (SPD), MdL
- Rudolph, Kriss (* 1971), deutscher Autor und Journalist
- Rudolph, Kurt (1929–2020), deutscher Gnosis- und Manichäismusforscher
- Rudolph, Kyle (* 1989), US-amerikanischer American-Football-Spieler
- Rudolph, Lars (* 1966), deutscher Schauspieler und MusikerLars Rudolph (* 1966)

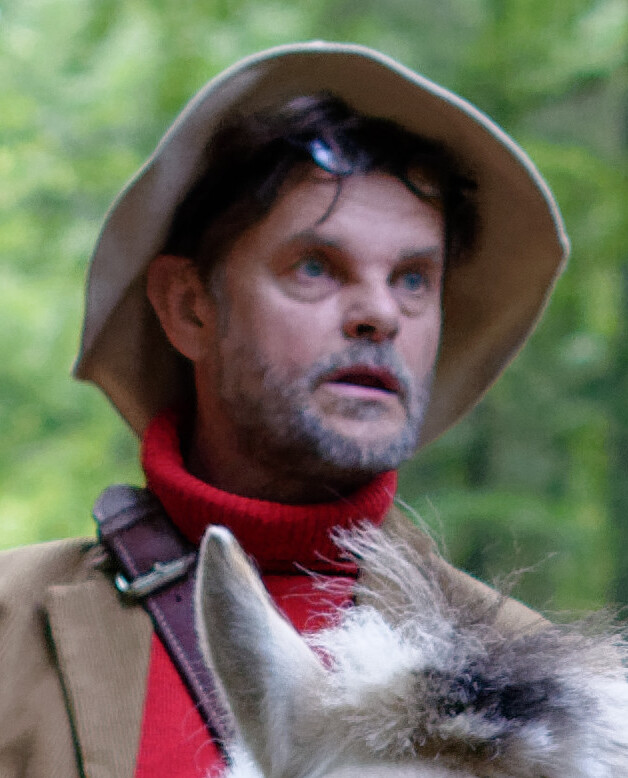
Lars Rudolph (* 1966)

- Rudolph, Liane (* 1952), deutsche Schauspielerin, Synchronsprecherin und Kabarettistin
- Rudolph, Ludwig (1813–1896), deutscher Lehrer und Botaniker
- Rudolph, Ludwig Ritter von (1890–1966), deutscher Lehrer und Politiker (FDP, SPD), MdL Bayern
- Rudolph, Lutz (1936–2011), deutscher Formgestalter/Industriedesigner
- Rudolph, Magdalene (1901–1992), deutsche Kunsthistorikerin
- Rudolph, Malcolm (* 1989), australischer Bahn- und Straßenradrennfahrer
- Rudolph, Marco (* 1970), deutscher Boxer, Weltmeister und Olympiateilnehmer
- Rudolph, Marcus (* 1966), deutscher Hörfunkmoderator und Schauspieler
- Rudolph, Marianne († 1980), deutsche Schauspielerin und Hörspielsprecherin
- Rudolph, Martin (1908–1993), deutscher promovierter Bauingenieur, Archäologe und Bauforscher
- Rudolph, Mason (* 1995), US-amerikanischer American-Football-Spieler auf der Position des Quarterbacks
- Rudolph, Matthias (* 1976), deutscher Politiker (parteilos), Bürgermeister von Fürstenwalde
- Rudolph, Matthias (* 1982), deutscher Fußballspieler und -trainer
- Rudolph, Maya (* 1972), US-amerikanische Schauspielerin und KomikerinMaya Rudolph (* 1972)

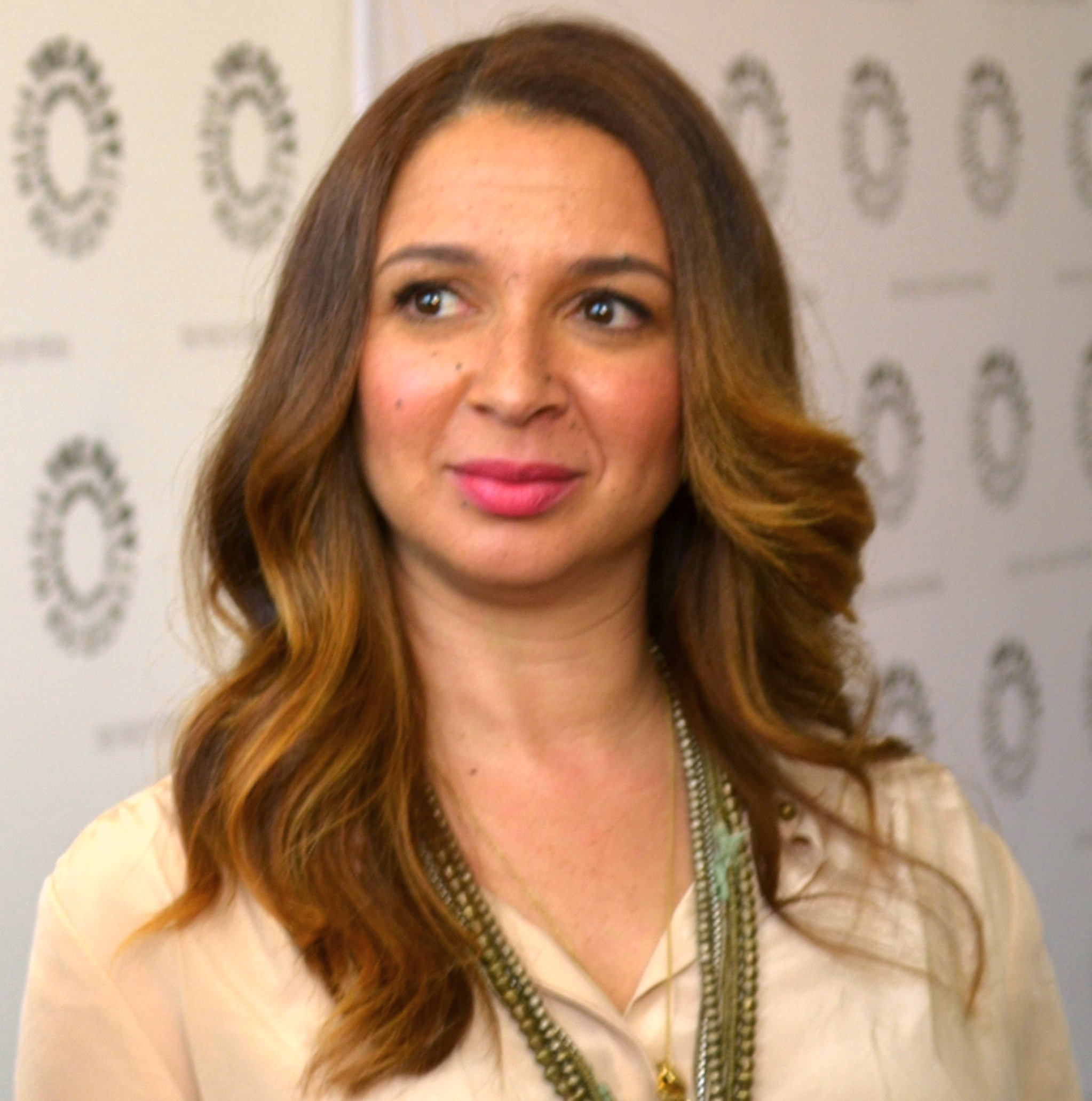
Maya Rudolph (* 1972)

- Rudolph, Michael (* 1953), deutscher Lehrer und Schulleiter
- Rudolph, Nico (* 1989), deutscher Politiker (BSW, Die Linke)
- Rudolph, Niels-Peter (* 1940), deutscher Regisseur und Intendant
- Rudolph, Nils (* 1965), deutscher Schwimmer
- Rudolph, Norbert (* 1960), deutscher Fußballspieler
- Rudolph, Paul (1858–1935), deutscher Optiker
- Rudolph, Paul (1918–1997), US-amerikanischer Architekt
- Rudolph, Rainer (* 1941), deutscher Schauspieler
- Rudolph, Rainer (1949–2009), deutscher Chemiker
- Rudolph, Rebecca (* 1980), deutsche Schauspielerin
- Rudolph, Renate (* 1949), deutsche Handballspielerin
- Rudolph, Rolf (1930–1963), deutscher Historiker
- Rudolph, Rüdiger (* 1972), deutscher Schauspieler
- Rudolph, Sebastian (* 1968), deutscher Schauspieler
- Rudolph, Shay (* 2005), US-amerikanische Schauspielerin
- Rudolph, Siegfried (1915–2004), deutscher Mediziner, Heimatforscher, Historiker und Autor
- Rudolph, Stefan (* 1962), deutscher Politiker (CDU) und Staatssekretär in Mecklenburg-Vorpommern
- Rudolph, Stefan (* 1990), deutscher Wasserspringer
- Rudolph, Steffen (* 1940), deutscher Diplomat und Botschafter
- Rudolph, Steve (* 1949), US-amerikanischer Jazzmusiker (Piano)
- Rudolph, Susanne (* 1981), deutsche Shorttrackerin
- Rudolph, Terry (* 1973), Physiker
- Rudolph, Thomas (* 1960), deutscher Fußballspieler
- Rudolph, Thomas (* 1962), Schweizer Betriebswirt
- Rudolph, Thomas (* 1963), deutscher DDR-Bürgerrechtler
- Rudolph, Thomas (* 1970), deutscher Rennrodler
- Rudolph, Thorsten (* 1974), deutscher Politiker (SPD), MdB
- Rudolph, Tina (* 1991), deutsche Ärztin und Politikerin (SPD)Tina Rudolph (* 1991)

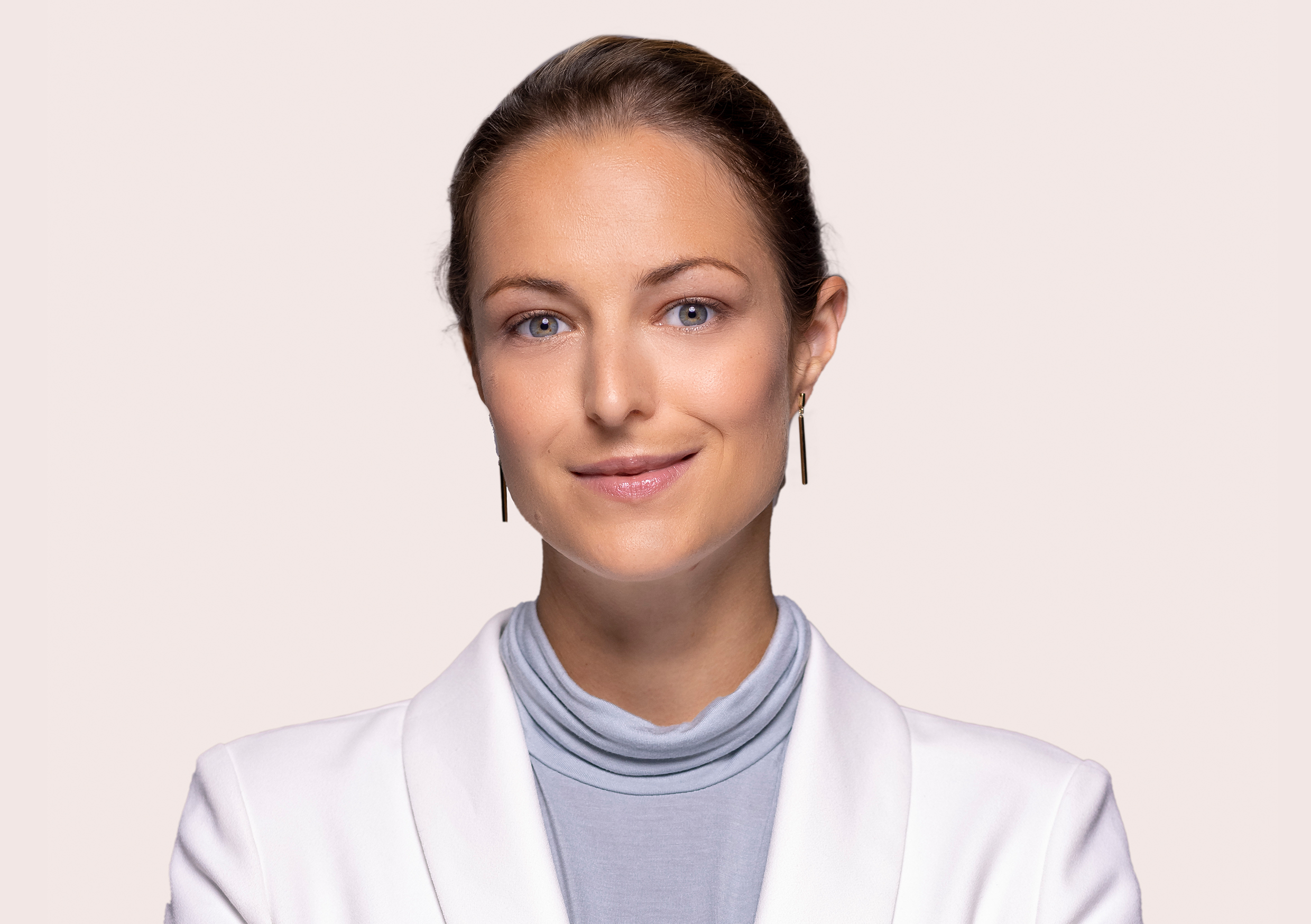
Tina Rudolph (* 1991)

- Rudolph, Tresi (1911–1997), deutsche Opernsängerin (Sopran), Schauspielerin und Gesangspädagogin
- Rudolph, Udo (* 1963), deutscher Psychologe, Hochschullehrer
- Rudolph, Vérénice (* 1951), deutsche Schauspielerin und Regisseurin
- Rudolph, Volker (* 1976), deutscher Kardiologe und Hochschullehrer
- Rudolph, Wilhelm (1889–1982), deutscher Maler, Holzschneider, Graphiker und Zeichner
- Rudolph, Wilhelm (1891–1987), deutscher Theologe und Alttestamentler
- Rudolph, William (1886–1975), US-amerikanischer Filmtechniker
- Rudolph, Wilma (1940–1994), US-amerikanische Leichtathletin und OlympiasiegerinWilma Rudolph (1940–1994)

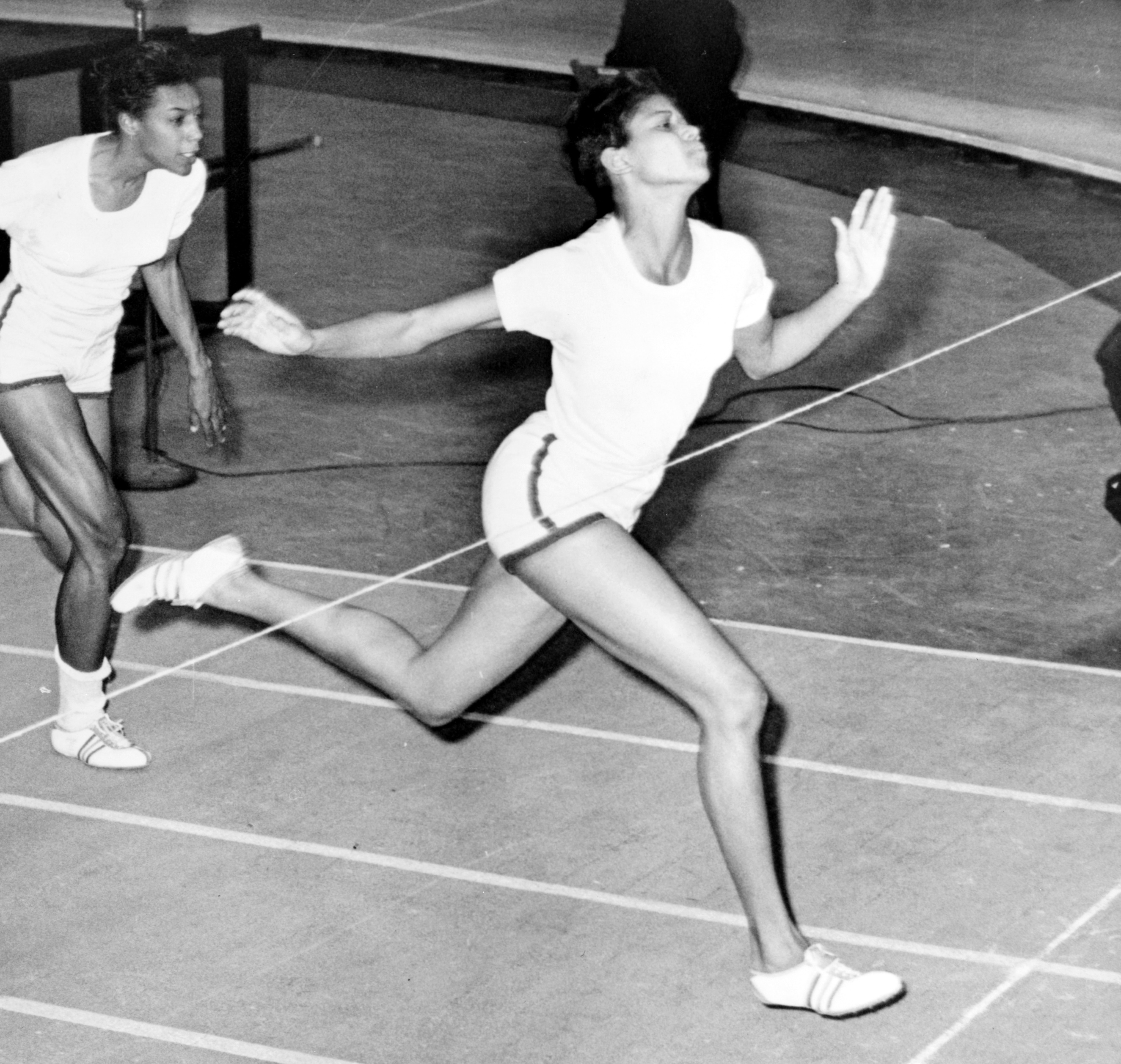
Wilma Rudolph (1940–1994)

- Rudolph, Wolfgang (1921–1999), deutscher Ethnologe
- Rudolph, Wolfgang (1923–2014), deutscher Volkskundler
- Rudolph, Wolfgang (1930–2020), deutscher Genetiker, Geflügelzüchter und Hochschullehrer
- Rudolph, Wolfgang (* 1944), deutscher Fernsehmoderator
- Rudolph, Wolfgang (1945–2020), deutscher Puppenspieler
- Rudolph-Heger, Eva-Brigitte (* 1934), deutsche Politikerin (CDU), MdL
- Rudolphi, Adolph (1828–1899), deutscher Arzt
- Rudolphi, Caroline (1753–1811), deutsche Erzieherin, Dichterin und Schriftstellerin
- Rudolphi, Christian Franz (1694–1772), deutscher Verwaltungsjurist
- Rudolphi, Hans (1885–1955), deutscher Geograph und Professor an der Universität Leipzig
- Rudolphi, Hans von (1884–1944), deutscher Philatelist
- Rudolphi, Hans-Joachim (1934–2009), deutscher Rechtswissenschaftler, Hochschullehrer und Fußballspieler
- Rudolphi, Johann Georg (1633–1693), Maler des Paderborner Landes
- Rudolphi, Johann Gottlieb (1760–1838), deutscher evangelisch-lutherischer Geistlicher
- Rudolphi, Johannes (1877–1950), deutscher Landschaftsmaler des Post-Impressionismus
- Rudolphi, Joseph von (1666–1740), Abt und Küchenmeister
- Rudolphi, Karl Albert von (1799–1864), preußischer Generalleutnant
- Rudolphi, Karl Asmund (1771–1832), deutscher Mediziner, Naturforscher, Botaniker und Zoologe
- Rudolphi, Margarete (1879–1954), deutsche Kunstmalerin
- Rudolphi, Nikolaus Ludwig von (1772–1837), preußischer Generalleutnant
- Rudolphi, Walter (1880–1944), deutscher Jurist und Holocaustopfer
- Rudolphi, Wilhelm (1825–1897), deutscher Pädagoge und Politiker (Zentrum), MdR
- Rudolphi, Wolfram (1906–1992), deutscher Kunstmaler und Grafiker

##### Rudolz
- Rudolz, Hartwig (* 1955), deutscher Choreograph, Sänger, Schauspieler und Theaterregisseur

#### Rudom
- Rudomino, Margarita Iwanowna (1900–1990), sowjetische Bibliothekarin

#### Rudon
- Rudonja, Mladen (* 1971), jugoslawischer bzw. slowenischer Fußballspieler

#### Rudor
- Rudorf, Dieter (1938–2024), deutscher Politiker (SPD), MdV, MdL
- Rudorf, Georg (1868–1948), deutscher Landwirtschaftsrat
- Rudorf, Karl Hermann (1823–1880), deutscher Forstwissenschaftler
- Rudorf, Reginald (1929–2008), deutscher Journalist, Dissident, Medienkritiker und Autor
- Rudorf, Wilhelm (1891–1969), deutscher Pflanzengenetiker, Züchtungsforscher und Hochschullehrer
- Rudorff, Adolf August Friedrich (1803–1873), deutscher Rechtswissenschaftler
- Rudorff, Carl Friedrich Ernst (1749–1796), deutscher Komponist und Organist
- Rudorff, Elisabeth (1879–1963), Naturschützerin
- Rudorff, Ernst (1840–1916), deutscher Komponist, Musikpädagoge und NaturschützerErnst Rudorff (1840–1916)

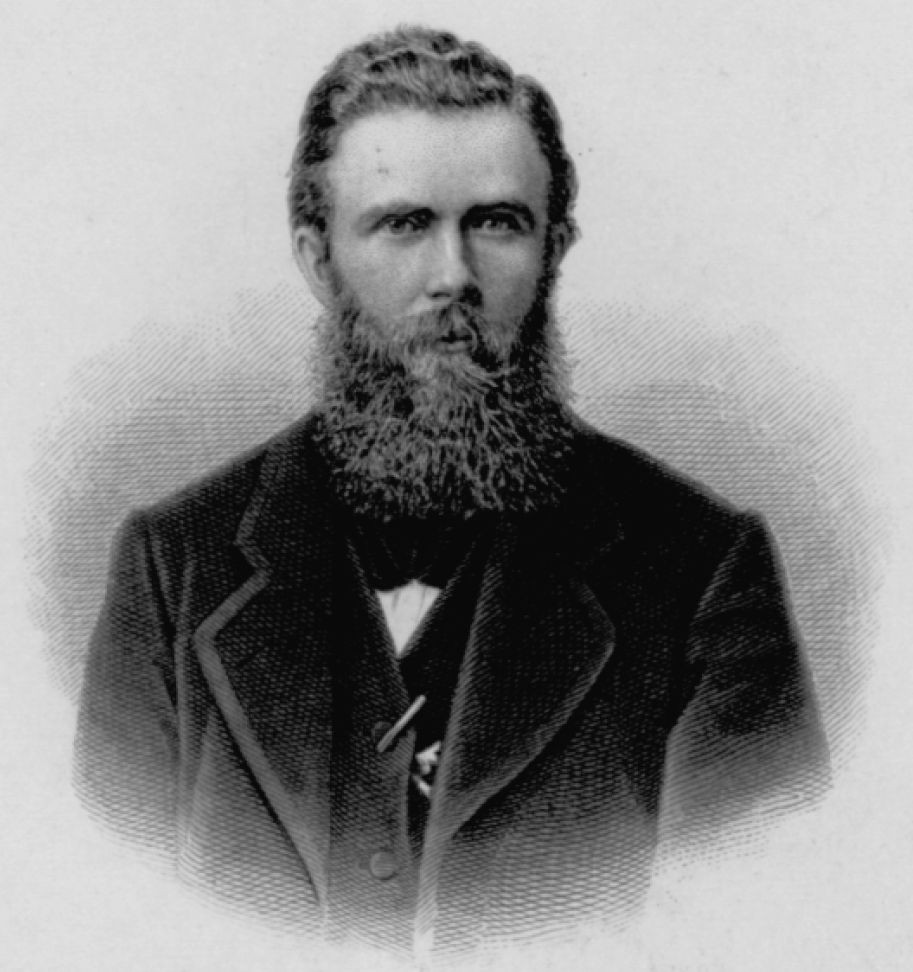
Ernst Rudorff (1840–1916)

- Rudorff, Franz von (1825–1898), sächsischer General der Infanterie
- Rüdorff, Friedrich (1832–1902), deutscher Chemiker und Hochschullehrer
- Rudorff, Otto (1845–1922), deutscher Rechtsgelehrter und Richter
- Rudorff, Wilhelm Heinrich von (1741–1832), preußischer Generalmajor, Chef des Husarenregiments Nr. 2
- Rudorffer, Erich (1917–2016), deutscher Luftwaffenoffizier und Jagdflieger im Zweiten WeltkriegErich Rudorffer (1917–2016)

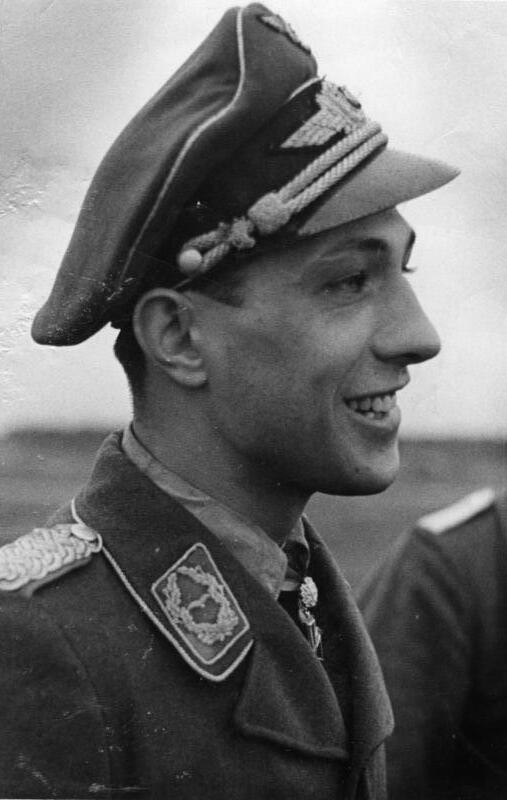
Erich Rudorffer (1917–2016)

#### Rudos
- Rudosselski, Timur (* 1994), kasachischer Fußballspieler

#### Rudow
- Rudow, Bernd (* 1947), deutscher Psychologe und Arbeitswissenschaftler
- Rudow, Juri Wassiljewitsch (1931–2013), sowjetischer Florettfechter
- Rudowitz, AJ (* 1988), US-amerikanischer Basketballspieler
- Rudowski, Werner H. (* 1940), deutscher Ingenieur und Autor

#### Rudoy
- Rudoy, Joshua (* 1975), US-amerikanischer Schauspieler und Kinderdarsteller

### Rudr
- Rudra Pratap Deo (1885–1921), Raja des indischen Fürstenstaates Bastar
- Rudri, schottischer Adliger und Militär
- Rüdrich, Claus (1940–2019), deutscher Fußballspieler
- Rudrof, Heinrich (* 1955), deutscher Politiker (CSU), MdL
- Rudroff, Andreas (1744–1819), österreichischer Maler
- Rudrüd, Kristin (* 1955), US-amerikanische Theater- und Filmschauspielerin

### Ruds
- Rudschies, Eve (* 1959), französische Autorin
- Rudslätt, Daniel (* 1974), schwedischer Eishockeyspieler
- Rudsutak, Jan Ernestowitsch (1887–1938), sowjetischer Politiker, Minister und Opfer der Stalinschen Säuberungen
- Rudsyzkyj, Artur (* 1968), ukrainischer Literaturhistoriker und Kunsthistoriker

### Rudt
- Rüdt von Collenberg, Hasso (1932–1968), deutscher Diplomat
- Rüdt von Collenberg, Heinrich (1875–1954), deutscher Diplomat
- Rüdt von Collenberg, Kurt (1882–1968), deutscher Generalleutnant der Luftwaffe im Zweiten Weltkrieg
- Rüdt von Collenberg-Bödigheim, Karl (1813–1891), deutscher Jurist und badischer Politiker
- Rüdt von Collenberg-Bödigheim, Ludwig (1799–1885), badischer Diplomat und Staatsmann
- Rüdt von Collenberg-Eberstadt, Rudolf (1836–1900), badischer Beamter
- Rüdt, Philipp August (1844–1918), deutscher Politiker (SPD), Jurist, Redakteur, Mitglied der Zweiten Kammer der Badischen Ständeversammlung
- Rudtorffer, Franz Xaver von (1760–1833), österreichischer Chirurg und Fachschriftsteller

### Rudv
- Rudvalis, Arunas (* 1945), US-amerikanischer Mathematiker

### Rudw
- Rudwaleit, Bodo (* 1957), deutscher FußballtorhüterBodo Rudwaleit (* 1957)
- Rudwaleit, Martin (* 1963), deutscher Arzt

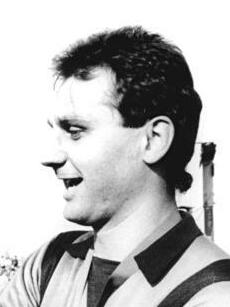
Bodo Rudwaleit (* 1957)

- Rudwick, Martin (* 1932), britischer Wissenschaftshistoriker

### Rudy
- Rudy, Andrzej (* 1965), polnischer Fußballspieler
- Rudy, Ania (* 1968), polnische Schauspielerin und Sängerin
- Rudy, Florian (* 1989), deutscher Fußballspieler
- Rudy, Kathy (* 1956), US-amerikanische Hochschullehrerin, Professorin für Frauenforschung und Ethik an der Duke University
- Rudy, Magdalena von (* 1973), polnische Künstlerin
- Rudy, Mikhail (* 1953), französischer Pianist
- Rudy, Sebastian (* 1990), deutscher FußballspielerSebastian Rudy (* 1990)

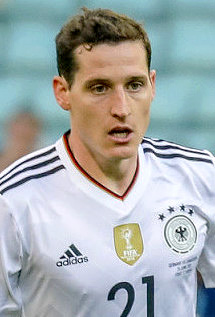
Sebastian Rudy (* 1990)

- Rudy, Thomas (* 1959), deutscher Politiker (AfD), MdL
- Rudy, Wojciech (* 1952), polnischer Fußballspieler, -trainer, -funktionär und -schiedsrichter sowie Schuldirektor und Lehrer
- Rudy, Zulfairuuz (* 1994), singapurischer Fußballspieler
- Rudy, Zvi (1900–1972), polnisch-israelischer Soziologe
- Rudych, Darja Georgijewna (* 1997), russische Beachvolleyballspielerin
- Rudyk, Bartosz (* 1998), polnischer Radsportler
- Rudyk, Kira (* 1985), ukrainische Politikerin der Partei Stimme
- Rudyk, Mateusz (* 1995), polnischer Radsportler
- Rudyk, Mykola (* 1973), ukrainischer Marathonläufer
- Rudys, Audrius (* 1951), litauischer Politiker

### Rudz
- Rudziewicz, Natalia (* 1986), deutsche SchauspielerinNatalia Rudziewicz (* 1986)

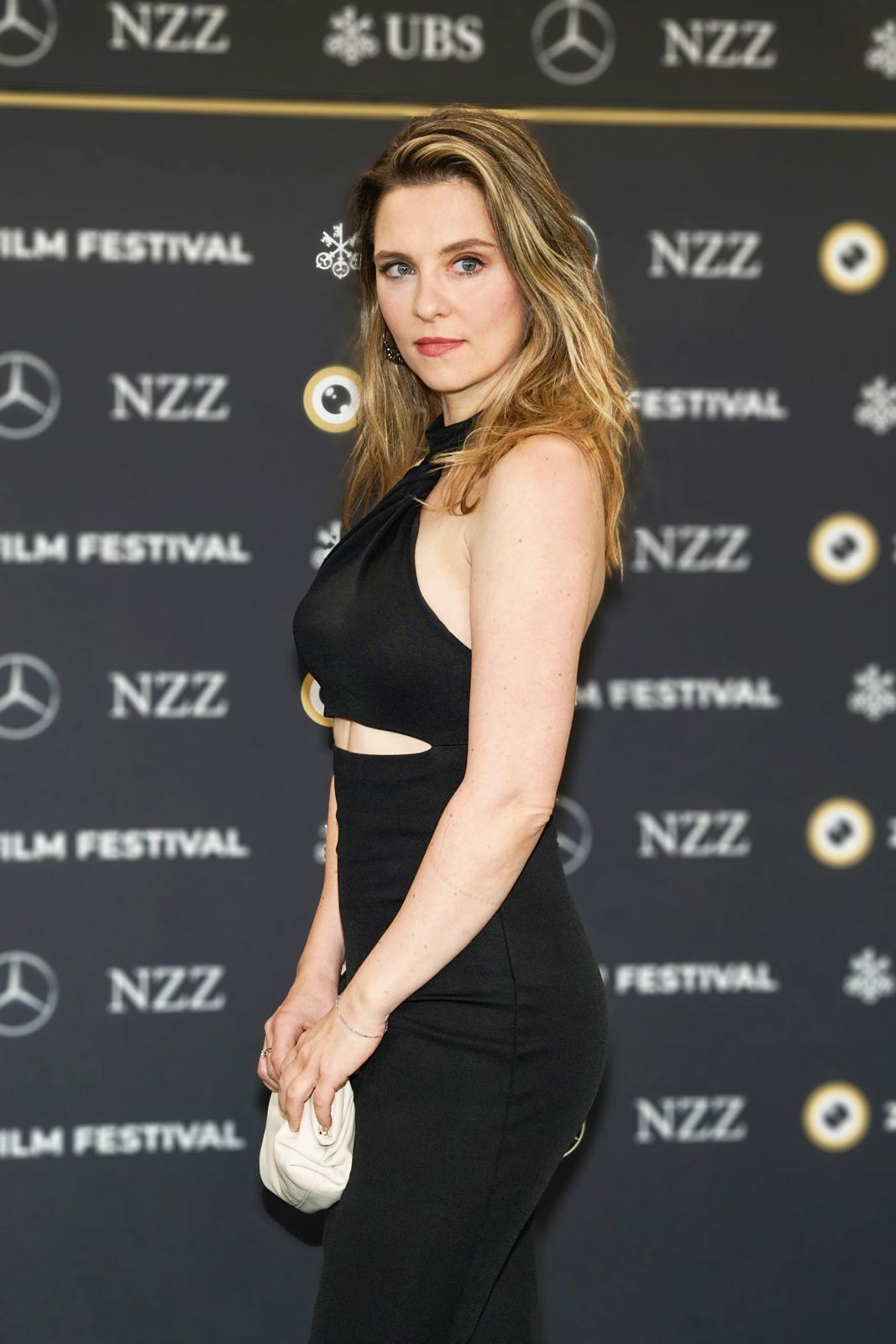
Natalia Rudziewicz (* 1986)

- Rudzik, Tomasz Emil (* 1979), deutscher Filmregisseur und Drehbuchautor mit polnischen Wurzeln
- Rudzikas, Zenonas Rokus (1940–2011), litauischer Physiker und Präsident der Litauischen Akademie der Wissenschaften
- Rudzinski, Alexander (* 1960), deutsch-US-amerikanischer Hörfunkmoderator
- Rudziński, Andrzej (1910–1980), polnischer Grafiker und Kunstpädagoge
- Rudziński, Witold (1913–2004), polnischer Komponist
- Rudziński, Zbigniew (1935–2019), polnischer Komponist
- Rudzinskis, Toms (* 1987), lettischer Jazzmusiker (Saxophon, Komposition)
- Rudzio, Wolfgang (1935–2024), deutscher Politologe und Hochschullehrer, Professor für Politikwissenschaft an der Universität Oldenburg
- Rudzka, Angela (* 1984), deutsche Politikerin (AfD)
- Rudzka, Zyta (* 1964), polnische Schriftstellerin und Drehbuchautorin
- Rudzka-Cybisowa, Hanna (1897–1988), polnische Malerin und Hochschullehrerin
- Rudzki, Christian (1946–2024), argentinischer Fußballspieler
- Rudzki, Erich (* 1891), deutscher SA-Führer
- Rudzys, Romualdas (* 1947), litauischer Politiker